# Österreichisches Eisenbahn-Kursbuch
Das Österreichische Eisenbahn-Kursbuch wurde von den Österreichischen Bundesbahnen (ÖBB) bis 2011 regulär herausgegeben und enthielt die meisten Eisenbahnstrecken mit Personenbeförderung in Österreich sowie die Intercitybus-Linien Graz – Klagenfurt und Klagenfurt – Venezia. Die Bezeichnungen der Fahrplanbilder (KBS = Kursbuchstreckennummer) waren nicht identisch mit den Streckennummern der ÖBB oder anderer Infrastrukturbetreiber.
Durch eine Einstweilige Verfügung hat das Kartellgericht in Wien Ende November 2011 angeordnet, dass die ÖBB das Österreichische Eisenbahn-Kursbuch nicht ohne die Fahrplandaten der privaten Westbahn verkaufen dürfe. Der Verkauf des Kursbuchs war daher umgehend zu stoppen. Der Winterfahrplan 2012 wurde in Fahrplanbildern online zur Verfügung gestellt. Mit der Ausgabe vom Dezember 2012 stellten die Österreichischen Bundesbahnen die Herausgabe des gedruckten Kursbuches ein. Die Tabellen (Fahrplanbilder) werden aber weiterhin erzeugt und sind als PDF über die Website der ÖBB erhältlich.
Das Österreichische Eisenbahn-Kursbuch umfasste alle Bahnstrecken Österreichs und Liechtensteins. Enthalten waren dabei auszugsweise auch die Fahrpläne der Museumsbahnen und des Linienschiffverkehrs, nicht mehr aber die Buslinien der heutigen Österreichischen Postbus AG. Das Kursbuch erschien immer kurz vor dem Fahrplanwechsel (Mitte Dezember, früher Ende Mai / Anfang Juni) als Jahresausgabe, Mitte Juni erschien ein Änderungsband mit aktualisierten Fahrplänen aller Strecken, der mit einem Gutschein in der Jahresausgabe gratis erhältlich war. Die Informationen über Seilbahnen und den städtischen Nahverkehr waren seit dem Fahrplan 1997/98 nicht mehr enthalten.
Das frühere Buskursbuch der ÖBB gibt es heute nicht mehr. Die Fahrplanseiten der Postbusse sind aber weiterhin in Fahrplanbüchern der einzelnen Verkehrsverbunde ersichtlich und können auf der Homepage der ÖBB als PDF-Datei eingesehen werden.

## Kursbuch
Bis zum Inkrafttreten des Sommerfahrplans am 3. Juni 1956 wurden sämtliche österreichischen Fahrpläne in einem Kursbuch abgedruckt. Danach erfolgte, zwecks besserer Handlichkeit, die Aufteilung in zwei Bände, wobei ein Teil die Fahrpläne der Eisenbahn-, Schifffahrts- und Luftverbindungen (Seilbahnen, Lifte) und der andere Teil die Kraftwagenverbindungen enthielt.
Alle Fahrpläne konnten und können online über die offizielle Homepage der ÖBB-Personenverkehrs AG abgefragt werden. Weiters bestand die Möglichkeit, die Fahrpläne auf CD-ROM käuflich zu erwerben. Dem gedruckten Fahrplanbuch war ein Fahrplanheftchen „Fernverkehr“ beigelegt.
Das Fahrplanbuch enthielt unter anderem folgende Abschnitte:
- Übersichtskarte Bahnnetz Österreich
- Übersichtskarte Bahnnetz Region Wien
- Stationsverzeichnis
- Zeichenerklärung
- Fahrplanbilder

Der Abschnitt Zugverzeichnis erschien letztmals im Fahrplanbuch 2010.

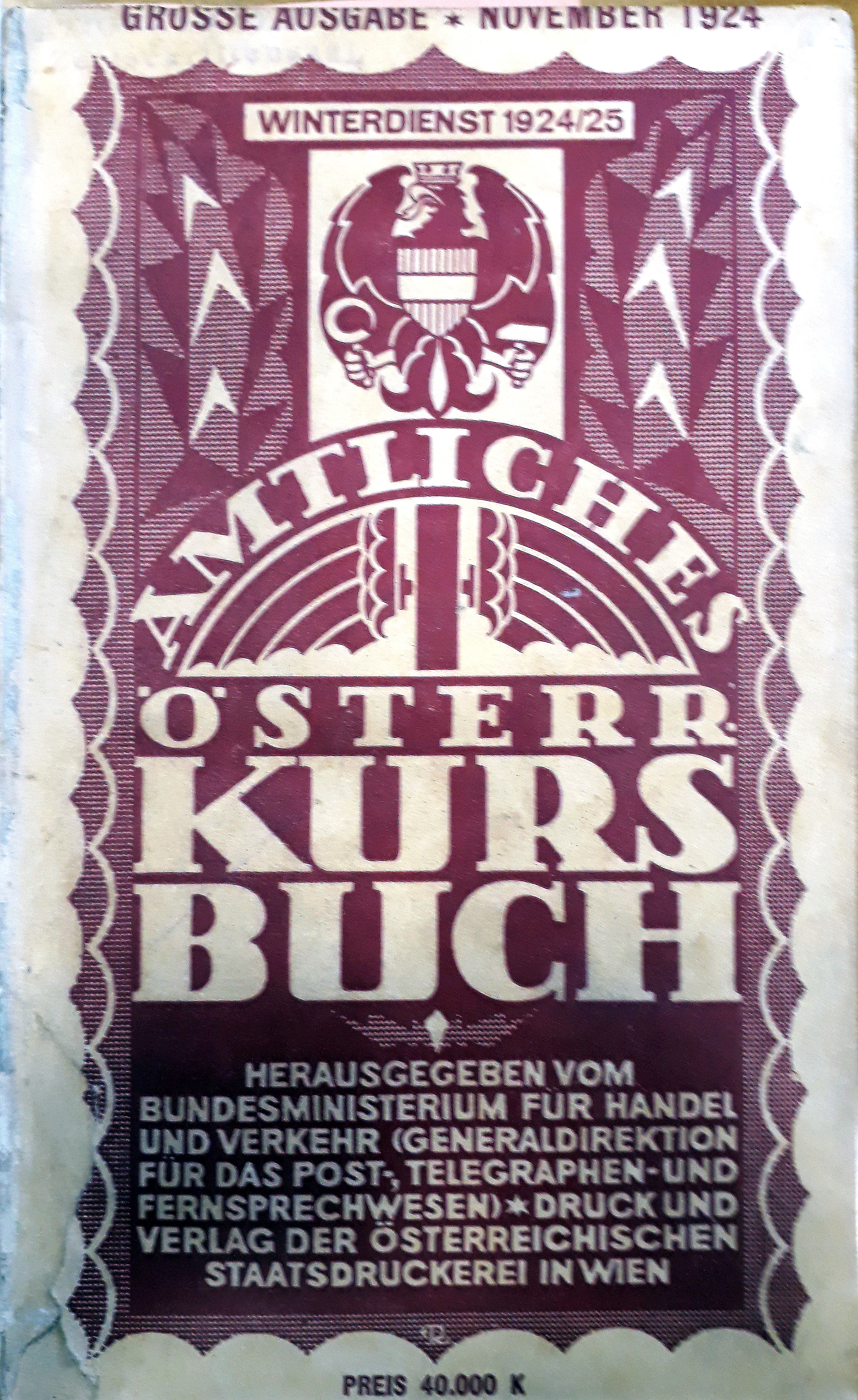
Titelblatt 1924
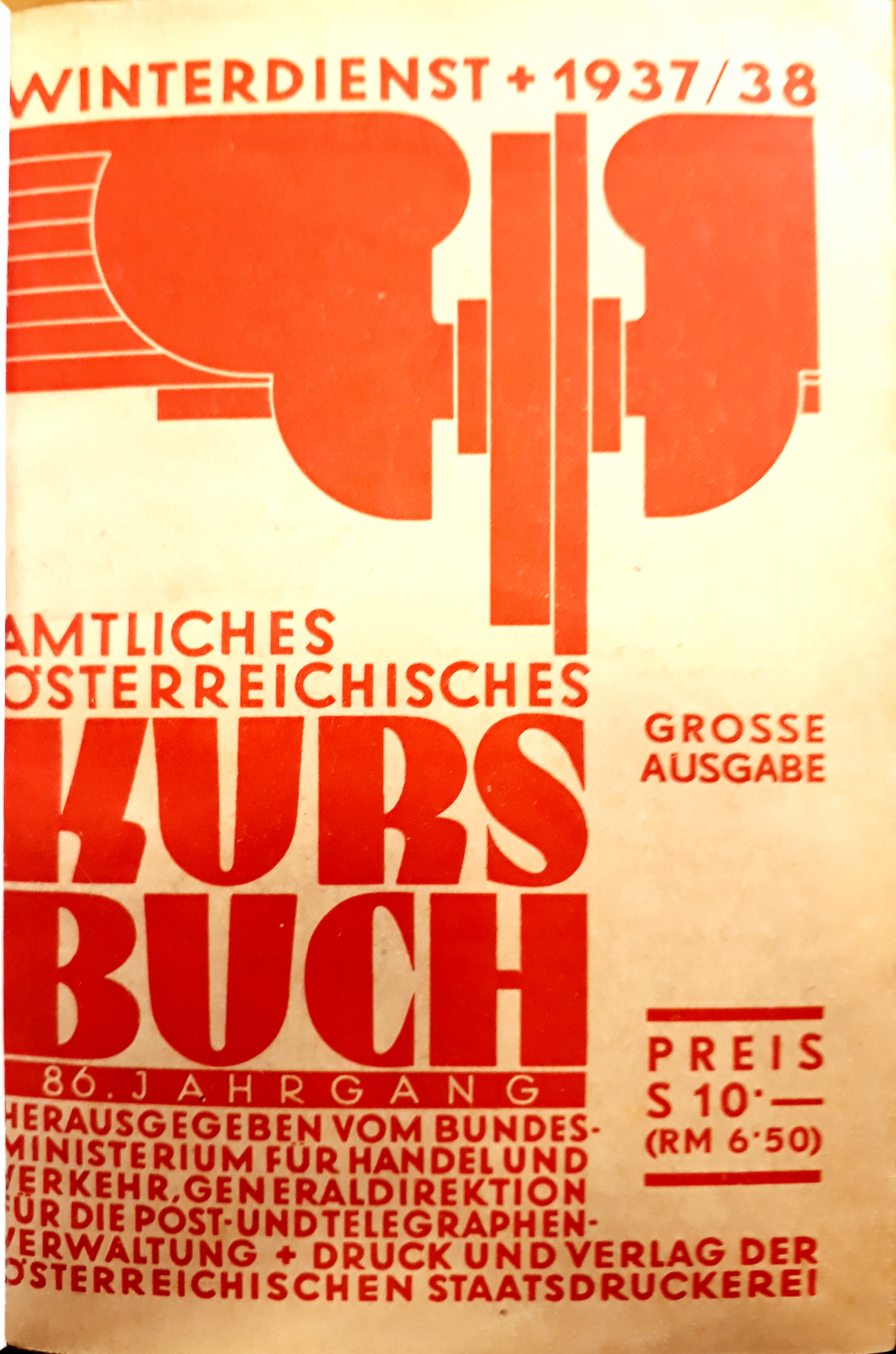
Titelblatt 1937
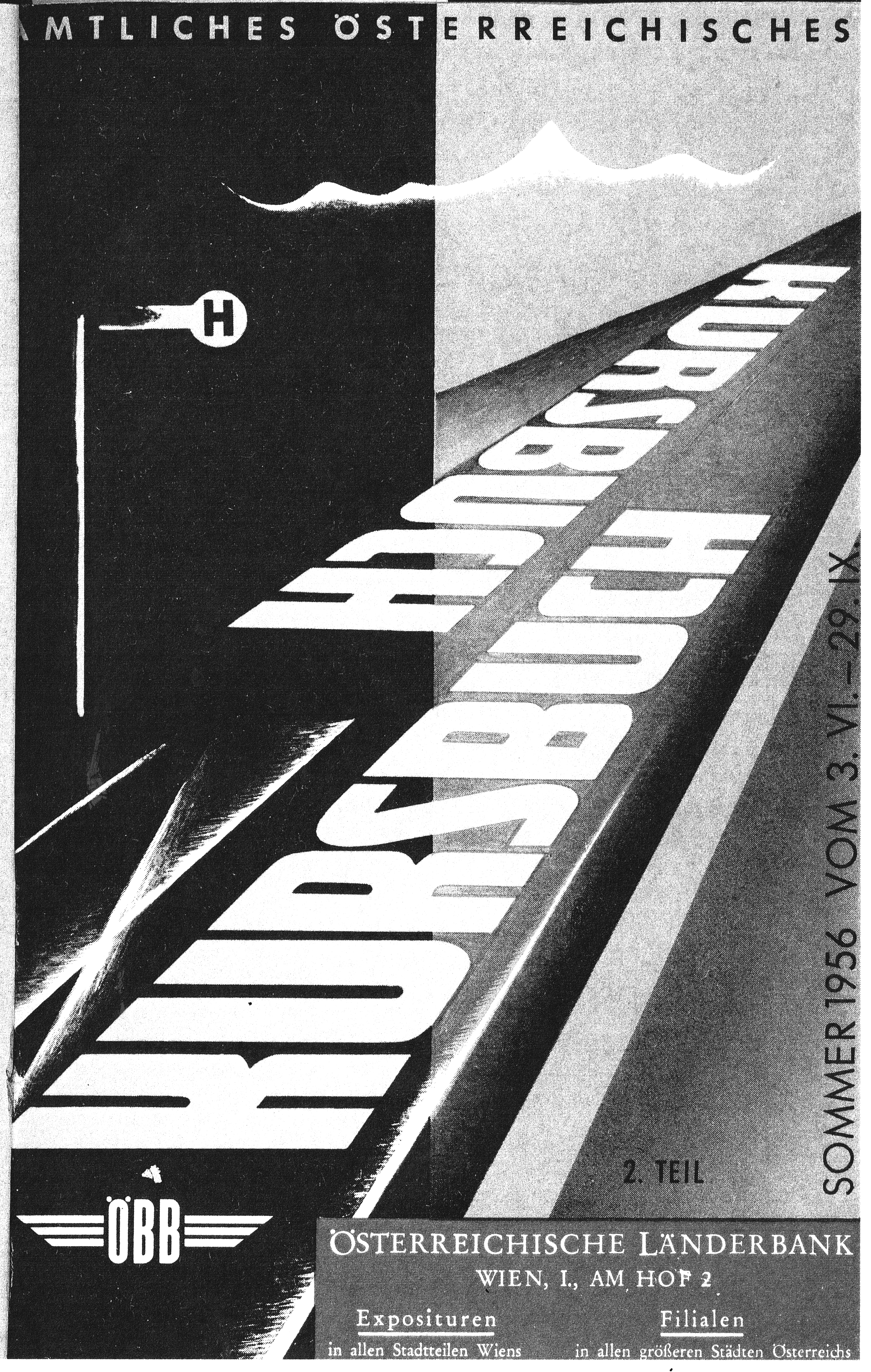
Titelblatt 1956 (2. Teil: Kraftfahrlinien)

## Fahrplanbilder 2020/2021
In gegenständliche Tabelle wurden die Schreibweise der Bahnhöfe und Haltestellen, der Streckenverlauf und weitere Angaben so übernommen, wie diese im Kursbuch 2020/2021 dargestellt sind. Nicht in Österreich liegende Bahnhöfe sind kursiv dargestellt.
Fahrplanbildnummer = KBS-Nummer (Kursbuchstrecke)
| Fahrplan- bild (KBS) | Strecke von – bis laut Kursbuch                                                                                               | Bezeichnung laut Kursbuch             | IB Legende siehe unten | EVU Legende siehe unten | Anmerkung Legende siehe unten |
| -------------------- | --- | ------------------------------------- | ---------------------- | ----------------------- | --- |
| 100                  | Flughafen Wien (VIE) – Wien – St. Pölten – Linz                                                                               | Westbahn                              | ÖBB Infra              | ÖBB PV WEST             | auch Pressburger Bahn, Ostbahn, Südbahn, , siehe auch 110, 111, 900                                                                        |
| 101                  | Linz – Salzburg | Westbahn                              | ÖBB Infra              | ÖBB PV WEST             | , siehe auch 190 |
| 110                  | Wien Westbf – Neulengbach – St. Pölten                                                                                        | Westbahn                              | ÖBB Infra              | ÖBB PV                  | nur NV, , siehe auch 111, 945 |
| 111                  | Flughafen Wien (VIE) – Wien – Tullnerfeld – St. Pölten                                                                        | Westbahn                              | ÖBB Infra              | ÖBB PV WEST             | nur FV und schneller NV, auch Pressburger Bahn, Ostbahn, Südbahn, siehe auch 110                                                           |
| 112                  | St. Pölten – Tullnerfeld – Tulln a.d. Donau – Wien Franz-Josefs-Bahnhof                                                       | –                                     | ÖBB Infra              | ÖBB PV                  | Tullnerfelder Bahn, Franz-Josefs-Bahn, nur NV, , siehe auch 810, 820                                                                       |
| 113                  | St. Pölten – Traisen – … – Hainfeld … – Lilienfeld – Schrambach                                                               | Traisentalbahn                        | ÖBB Infra              | ÖBB PV                  | Leobersdorfer Bahn, Traisentalbahn, nur NV                                                                                                 |
| 115                  | St. Pölten – Laubenbachmühle – Mariazell                                                                                      | Mariazellerbahn                       | NÖVOG                  | NÖVOG                   | elektrisch betriebene Schmalspurbahn, nur NV                                                                                               |
| 120                  | Pöchlarn – Scheibbs | Erlauftalbahn                         | ÖBB Infra              | ÖBB PV                  | nur NV |
| 130                  | Amstetten – Kleinreifling – Selzthal                                                                                          | Rudolfsbahn                           | ÖBB Infra              | ÖBB PV                  | nur NV, Weißenbach-St. Gallen – Selzthal: lediglich an Samstagen, Sonn- und Feiertagen zwei Zugpaare, siehe auch 131                       |
| 131                  | St. Valentin – Steyr – Kleinreifling – Selzthal                                                                               | –                                     | ÖBB Infra              | ÖBB PV                  | Rudolfsbahn, nur NV, , siehe auch 130 |
| 132                  | Waidhofen a. d. Ybbs Bahnhof (Citybahn) – Waidhofen/Ybbs Pestalozzistraße                                                     | Citybahn Waidhofen                    | NÖVOG                  | NÖVOG                   | Ybbstalbahn, Schmalspurbahn, nur NV |
| 133                  | St. Valentin – Perg – St. Nikola-Struden                                                                                      | Donauuferbahn                         | ÖBB Infra              | ÖBB PV                  | nur NV |
| 140                  | Linz – Traun – Selzthal | Pyhrnbahn                             | ÖBB Infra              | ÖBB PV                  | S-Bahn Oberösterreich |
| 141                  | Linz – Pregarten – Summerau                                                                                                   | Summerauer Bahn                       | ÖBB Infra              | ÖBB PV                  | S-Bahn Oberösterreich |
| 142                  | Linz Urfahr – Rottenegg – Aigen-Schlägl                                                                                       | Mühlkreisbahn                         | ÖBB Infra              | ÖBB PV                  | nur NV |
| 143                  | Linz Hbf – Eferding – Niederspaching – … – Peuerbach … – Neumarkt-Kallham                                                     | –                                     | LILO                   | St&H                    | Linzer Lokalbahn, nur NV, |
| 150                  | Linz – Wels – Neumarkt-Kallham – Schärding – Passau                                                                           | –                                     | ÖBB Infra              | ÖBB PV WEST             | Westbahn, Passauer Bahn, , siehe auch 101                                                                                                  |
| 151                  | Linz – Neumarkt-Kallham – Ried im Innkreis – Braunau am Inn – Simbach (Inn)                                                   | –                                     | ÖBB Infra              | ÖBB PV WEST             | Westbahn, Innviertelbahn, , siehe auch 101 und 150                                                                                         |
| 153                  | Wels – Grünau im Almtal | Almtalbahn                            | ÖBB Infra              | ÖBB PV                  | nur NV |
| 160                  | Lambach – Vorchdorf-Eggenberg                                                                                                 | –                                     | St&H                   | St&H                    | Vorchdorferbahn, nur NV |
| 161                  | Vorchdorf-Eggenberg – Gmunden Bahnhof                                                                                         | –                                     | St&H                   | St&H                    | Traunseebahn, Elektrisch betriebene Schmalspurbahn, nur NV                                                                                 |
| 170                  | Attnang-Puchheim – Bad Ischl – Stainach-Irdning                                                                               | Salzkammergutbahn                     | ÖBB Infra              | ÖBB PV                  | NV und FV an Wochenenden und Feiertagen |
| 171                  | Attnang-Puchheim – Ried im Innkreis – Schärding                                                                               | –                                     | ÖBB Infra              | ÖBB PV                  | Salzkammergutbahn, nur NV |
| 172                  | Vöcklabruck – Kammer-Schörfling                                                                                               | –                                     | ÖBB Infra              | ÖBB PV                  | Bahnstrecke Vöcklabruck–Kammer-Schörfling, nur NV                                                                                          |
| 173                  | St. Wolfgang Schafbergbf – Schafbergspitze                                                                                    | –                                     | SKGB                   | SKGB                    | Schafbergbahn, schmalspurige Zahnradbahn                                                                                                   |
| 174                  | Gmunden Franz-Josef-Platz – Gmunden Bahnhof (Bahnsteige 21–22)                                                                | –                                     | St&H                   | St&H                    | Straßenbahn Gmunden, elektrisch betriebene Schmalspurstraßenbahn                                                                           |
| 180                  | Vöcklamarkt – Attersee | –                                     | St&H                   | St&H                    | Attergaubahn, Elektrisch betriebene Schmalspurbahn, nur NV                                                                                 |
| 190                  | Freilassing – Salzburg – Steindorf bei Straßwalchen – Braunau am Inn                                                          | Mattigtalbahn                         | ÖBB Infra              | ÖBB PV                  | auch Bahnstrecke Rosenheim–Salzburg und Westbahn, , siehe auch 200                                                                         |
| 200                  | Freilassing – Salzburg – Bischofshofen – Schwarzach-St. Veit – Saalfelden                                                     | Tauernbahn                            | ÖBB Infra              | ÖBB PV                  | korrekt Salzburg-Tiroler-Bahn, auch Bahnstrecke Rosenheim–Salzburg,                                                                        |
| 201                  | Saalfelden – Wörgl – Innsbruck                                                                                                | –                                     | ÖBB Infra              | ÖBB PV                  | Salzburg-Tiroler-Bahn (Giselabahn), , siehe auch 300                                                                                       |
| 210                  | Salzburg Hbf (Bahnsteige 11–12) – Bürmoos – … – Ostermiething … – Lamprechtshausen                                            | Salzburger Lokalbahn                  | SLB                    | SLB                     | nur NV, |
| 220                  | Salzburg – Schwarzach-St. Veit – Villach – Klagenfurt                                                                         | Tauernbahn                            | ÖBB Infra              | ÖBB PV                  | auch Salzburg-Tiroler-Bahn und Drautalbahn, Autoschleuse Tauernbahn (ASTB) Böckstein – Mallnitz-Obervellach, , siehe auch 200 und 601      |
| 223                  | Spittal-Millstättersee – Lienz – San Candido/Innichen                                                                         | Drautalbahn                           | ÖBB Infra              | ÖBB PV                  | , nur NV Lienz – Innichen |
| 230                  | Zell am See – Krimml | Pinzgauer Lokalbahn                   | SLB                    | SLB                     | Schmalspurbahn, nur NV |
| 250                  | Bischofshofen – Selzthal – Leoben                                                                                             | Ennstalbahn                           | ÖBB Infra              | ÖBB PV                  | auch Rudolfsbahn, siehe auch 600 |
| 300                  | Salzburg – Kufstein – Innsbruck – Brennero/Brenner                                                                            | Brennerbahn                           | ÖBB Infra              | ÖBB PV                  | auch Bahnstrecke Rosenheim–Salzburg, Bahnstrecke Rosenheim–Kufstein Grenze und Unterinntalbahn,                                            |
| 310                  | Jenbach Zillertalbahnhof – Mayrhofen im Zillertal                                                                             | –                                     | ZB                     | ZB                      | Zillertalbahn, Schmalspurbahn, nur NV |
| 400                  | Innsbruck – Ötztal – Landeck-Zams – Bludenz                                                                                   | Arlbergbahn                           | ÖBB Infra              | ÖBB PV                  | , Landeck-Zams – Bludenz kein NV, siehe auch 410                                                                                           |
| 401                  | Bludenz – Feldkirch – Buchs SG / St. Margrethen – Bregenz – Lindau                                                            | –                                     | ÖBB Infra              | ÖBB PV                  | Bahnstrecke Lindau–Bludenz, Bahnstrecke Feldkirch–Buchs, S 1 S 3                                                                           |
| 410                  | Innsbruck – Ehrwald Zugspitzbahn – Reutte in Tirol – Pfronten-Steinach                                                        | Karwendelbahn                         | ÖBB Infra              | ÖBB PV DB Regio         | korrekte Bezeichnung Mittenwaldbahn, , nur NV, siehe auch 400                                                                              |
| 420                  | Bludenz – Schruns | –                                     | MBS                    | MBS                     | Montafonerbahn, S 4, nur NV |
| 500                  | Wien Hbf – Semmering – Mürzzuschlag                                                                                           | Südbahn Semmeringbahn                 | ÖBB Infra              | ÖBB PV                  | siehe auch 510 |
| 501                  | Wien Hbf – Mürzzuschlag – Bruck a.d. Mur – Graz                                                                               | Steirische Südbahn                    | ÖBB Infra              | ÖBB PV                  | , siehe auch 500 |
| 502                  | Graz – Leibnitz – Spielfeld-Straß – Bad Radkersburg                                                                           | Steirische Südbahn Radkersburger Bahn | ÖBB Infra              | ÖBB PV                  | S-Bahn Steiermark · S-Bahn Steiermark · S-Bahn Steiermark                                                                                  |
| 510                  | Wien Floridsdorf – Baden – Payerbach-Reichenau                                                                                | Südbahn                               | ÖBB Infra              | ÖBB PV                  | auch Nordbahn und Stammstrecke, , siehe auch 511, 512, 720 und 900                                                                         |
| 511                  | Wien Hbf – Pottendorf-Landegg – Ebenfurth – Wiener Neustadt                                                                   | Pottendorfer Linie                    | ÖBB Infra              | ÖBB PV                  | auch Südbahn, , nur NV, siehe auch 900 und 910                                                                                             |
| 512                  | Wien Hbf – Ebenfurth – Sopron – Deutschkreutz                                                                                 | –                                     | ÖBB Infra GySEV        | ÖBB PV GySEV            | Pottendorfer Linie, Raaberbahn und Burgenlandbahn, nur NV, siehe auch 511 und 524                                                          |
| 513                  | Leobersdorf – Berndorf – Weissenbach-Neuhaus                                                                                  | Triestingtalbahn                      | ÖBB Infra              | ÖBB PV                  | nur NV |
| 520                  | Wiener Neustadt – Aspang – Friedberg – Hartberg – Fehring                                                                     | –                                     | ÖBB Infra              | ÖBB PV                  | Aspangbahn, Wechselbahn, Thermenbahn, nur NV                                                                                               |
| 521                  | Wiener Neustadt – Waldegg – Gutenstein                                                                                        | Piestingtal Bahn                      | ÖBB Infra              | ÖBB PV                  | auch Schneebergbahn, nur NV, siehe auch 522                                                                                                |
| 522                  | Wiener Neustadt – Grünbach – Puchberg am Schneeberg                                                                           | Puchberger Bahn                       | ÖBB Infra              | ÖBB PV                  | nur NV, siehe auch 521 |
| 523                  | Puchberg am Schneeberg – Hochschneeberg Bergbahnhof                                                                           | –                                     | NÖVOG                  | NÖSBB                   | Schneebergbahn (Zahnradbahn), schmalspurige Zahnradbahn, nur Ausflugsverkehr                                                               |
| 524                  | Wien Hbf – Wiener Neustadt – Mattersburg – Sopron – Deutschkreutz                                                             | Mattersburger Bahn                    | ÖBB Infra              | ÖBB PV                  | auch Südbahn, Pottendorfer Linie, Raaberbahn und Burgenlandbahn                                                                            |
| 530                  | Graz – Feldbach – Fehring – Szentgotthárd                                                                                     | Steirische Ostbahn                    | ÖBB Infra              | ÖBB PV                  | nur NV, |
| 531                  | Gleisdorf – Weiz | –                                     | StLB                   | StLB                    | Weizer Bahn, nur NV, |
| 532                  | Feldbach – Bad Gleichenberg                                                                                                   | –                                     | StLB                   | StLB                    | Landesbahn Feldbach–Bad Gleichenberg, nur NV, eingestellt per 31.12.2020                                                                   |
| 540                  | Peggau-Deutschfeistritz – Übelbach                                                                                            | –                                     | StLB                   | StLB                    | Übelbacherbahn, nur NV, |
| 550                  | Graz – Lieboch / Werndorf – Köflach / Wies-Eibiswald                                                                          | –                                     | GKB ÖBB Infra          | GKB                     | Köflacherbahn, Wieserbahn und Koralmbahn, nur NV, , siehe auch 501                                                                         |
| 600                  | Wien Hbf – Bruck a. d. Mur – Leoben – Klagenfurt – Villach – Tarvisio                                                         | Südbahn                               | ÖBB Infra              | ÖBB PV                  | auch Rudolfsbahn, Rosentalbahn, Drautalbahn, , siehe auch 500, 501, 601                                                                    |
| 601                  | Friesach – Klagenfurt – Villach – Spittal-Millstättersee                                                                      | –                                     | ÖBB Infra              | ÖBB PV                  | Rudolfsbahn, Drautalbahn, |
| 620                  | Wolfsberg – Bleiburg – Völkermarkt-Kühnsdorf – Klagenfurt                                                                     | Lavanttalbahn                         | ÖBB Infra              | ÖBB PV                  | auch Jauntalbahn, Drautalbahn, nur NV, |
| 630                  | Unzmarkt – Murau – Tamsweg | Murtalbahn                            | StLB                   | StLB                    | Schmalspurbahn, nur NV |
| 651                  | St. Veit a. d. Glan – Feldkirchen in Kärnten – Villach – Rosenbach – Jesenice                                                 | –                                     | ÖBB Infra              | ÖBB PV                  | Rudolfsbahn, Villach–Rosenbach und Rosentalbahn,                                                                                           |
| 660                  | Klagenfurt – Weizelsdorf | –                                     | ÖBB Infra              | ÖBB PV                  | Rosentalbahn, , nur NV |
| 670                  | Villach – Arnoldstein – Hermagor / Tarvisio                                                                                   | Gailtalbahn                           | ÖBB Infra              | ÖBB PV                  | auch Rudolfsbahn, |
| 700                  | Wien Meidling – Bruck an der Leitha – Pamhagen / Eisenstadt / Győr                                                            | Ostbahn                               | ÖBB Infra NSB          | ÖBB PV                  | auch Pannoniabahn, Neusiedler Seebahn, , siehe auch 701, 730 und 731                                                                       |
| 701                  | Wien Meidling – Bruck a. d. Leitha – Kittsee – Bratislava                                                                     | –                                     | ÖBB Infra              | ÖBB PV                  | Ostbahn, Marchegger Ostbahn, auch Züge über Marchegg, siehe auch 700                                                                       |
| 720                  | Wien Hbf – Kledering – Traiskirchen Aspangbahn – Wiener Neustadt                                                              | Innere Aspangbahn                     | ÖBB Infra              | ÖBB PV                  | auch Südbahn, nur NV, , Verkehr nur Montag bis Freitag, siehe auch 510                                                                     |
| 730                  | Wien Hbf – Neusiedl am See – Eisenstadt – Wulkaprodersdorf                                                                    | PannoniaBahn                          | ÖBB Infra              | ÖBB PV                  | auch Ostbahn, nur NV |
| 731                  | Wien Hbf – Neusiedl am See – Pamhagen – Fertőszentmiklós                                                                      | –                                     | ÖBB Infra NSB          | ÖBB PV GySEV            | Ostbahn, Pannoniabahn und Neusiedler Seebahn, siehe auch 700                                                                               |
| 800                  | Wien Franz-Josefs-Bahnhof – Tulln – Sigmundsherberg – Gmünd – Ceské Velenice                                                  | Franz-Josefs-Bahn                     | ÖBB Infra              | ÖBB PV                  | nur NV, siehe auch 810 und 903 |
| 801                  | Gmünd NÖ – Groß Gerungs | Waldviertelbahn                       | NÖVOG                  | NÖVOG                   | Schmalspurbahn, nur Ausflugsverkehr |
| 802                  | Gmünd NÖ – Litschau / Heidenreichstein                                                                                        | Waldviertelbahn                       | NÖVOG                  | NÖVOG                   | Schmalspurbahn, nur Ausflugsverkehr |
| 810                  | Wien Franz-Josefs-Bahnhof – Tulln a.d.Donau – Krems a.d. Donau                                                                | Franz-Josefs-Bahn                     | ÖBB Infra              | ÖBB PV                  | auch Bahnstrecke Absdorf-Hippersdorf–Krems an der Donau, nur NV, , siehe auch 112 und 903                                                  |
| 811                  | Krems a.d. Donau – Spitz – Emmersdorf a. d. Donau                                                                             | Wachaubahn                            | NÖVOG                  | NÖVOG                   | nur Ausflugsverkehr |
| 820                  | St. Pölten Hbf – Herzogenburg – Krems a.d. Donau – Hadersdorf am Kamp – Horn – Sigmundsherberg                                | -                                     | ÖBB Infra              | ÖBB PV                  | Tullnerfelder Bahn, Herzogenburg-Krems, Kamptalbahn, nur NV,                                                                               |
| 900                  | Wien Hütteldorf/Mödling – Wien Meidling – Wien Hbf – Wien Floridsdorf – … – Gerasdorf – Wien Süßenbrunn … – Wien Strebersdorf | S-Bahn Wien                           | ÖBB Infra              | ÖBB PV                  | Bahnstrecke Wien Penzing–Wien Meidling, Südbahn, Stammstrecke, Nordbahn und Nordwestbahn, nur NV, siehe auch 110, 510 und 907              |
| 901                  | Wien Meidling – Gänserndorf – Břeclav / Marchegg                                                                              | Nordbahn                              | ÖBB Infra              | ÖBB PV GKB              | auch Stammstrecke und Bahnstrecke Gänserndorf–Marchegg, Gänserndorf – Marchegg nur NV, siehe auch 900                                      |
| 902                  | Wien Meidling / Wolfsthal – Wolkersdorf – Mistelbach – Laa a. d. Thaya                                                        | Laaer Ostbahn                         | ÖBB Infra              | ÖBB PV                  | auch Stammstrecke, Pressburger Bahn, Aspangbahn und Nordbahn, nur NV, , siehe auch 900 und 907                                             |
| 903                  | Wien Meidling – Stockerau – … – Tullnerfeld … – Hollabrunn – Retz – Znojmo                                                    | Nordwestbahn                          | ÖBB Infra              | ÖBB PV                  | auch Stammstrecke, Nordbahn, Bahnstrecke Absdorf-Hippersdorf–Stockerau, Franz-Josefs-Bahn und Tullnerfelder Bahn, nur NV, , siehe auch 900 |
| 907                  | Wien Floridsdorf / Wien Meidling – Flughafen Wien (VIE) – Wolfsthal                                                           | Flughafen S-Bahn                      | ÖBB Infra              | ÖBB PV                  | auch Nordbahn, Stammstrecke, Südbahn und Ostbahn, , siehe auch 900                                                                         |
| 910                  | Wien Hütteldorf – Wien Hbf – Wien Hirschstetten – Marchegg – Bratislava                                                       | Marchegger Ostbahn & S80              | ÖBB Infra              | ÖBB PV                  | auch Westbahn, Bahnstrecke Wien Penzing–Wien Meidling und Laaer Ostbahn, siehe auch 110 und 900                                            |
| 917                  | Wien Mitte CAT – Flughafen Wien (VIE)                                                                                         | –                                     | ÖBB Infra              | CAT                     | City Airport Train |
| 941                  | Retz – Drosendorf | Reblaus Express                       | NÖVOG                  | NÖVOG                   | Lokalbahn Retz–Drosendorf, nur Ausflugsverkehr                                                                                             |
| 945                  | Wien Handelskai – Wien Heiligenstadt – Wien Hütteldorf                                                                        | Vorortelinie                          | ÖBB Infra              | ÖBB PV                  | auch Donauuferbahn, nur S-Bahn-Verkehr, , siehe auch 110                                                                                   |

## Fahrplanbilder 2017/2018
In gegenständliche Tabelle wurden die Schreibweise der Bahnhöfe und Haltestellen, der Streckenverlauf und weitere Angaben so übernommen, wie diese im Kursbuch 2017/2018 dargestellt sind. Nicht in Österreich liegende Bahnhöfe sind kursiv dargestellt.
| Fahrplan- bild | Strecke von – bis laut Kursbuch                                                                                               | Bezeichnung laut Kursbuch             | IB Legende siehe unten | EVU Legende siehe unten | Anmerkung Legende siehe unten |
| -------------- | --- | ------------------------------------- | ---------------------- | ----------------------- | --- |
| 100            | Flughafen Wien (VIE) – Wien – St. Pölten – Linz                                                                               | Westbahn                              | ÖBB Infra              | ÖBB PV WEST             | auch Pressburger Bahn, Ostbahn, Südbahn, , siehe auch 110, 111, 900                                                                        |
| 101            | Linz – Salzburg | Westbahn                              | ÖBB Infra              | ÖBB PV WEST             | , siehe auch 190 |
| 110            | Wien Westbf – Neulengbach – St. Pölten                                                                                        | Westbahn                              | ÖBB Infra              | ÖBB PV                  | nur NV, , siehe auch 111, 945 |
| 111            | Flughafen Wien (VIE) – Wien – Tullnerfeld – St. Pölten                                                                        | Westbahn                              | ÖBB Infra              | ÖBB PV WEST             | nur FV und schneller NV, auch Pressburger Bahn, Ostbahn, Südbahn, siehe auch 110                                                           |
| 112            | St. Pölten – Tullnerfeld – Tulln a.d. Donau – Wien Franz-Josefs-Bahnhof                                                       | –                                     | ÖBB Infra              | ÖBB PV                  | Tullnerfelder Bahn, Franz-Josefs-Bahn, nur NV, , siehe auch 810, 820                                                                       |
| 113            | St. Pölten – Traisen – … – Hainfeld … – Lilienfeld – Schrambach                                                               | Traisentalbahn                        | ÖBB Infra              | ÖBB PV                  | Leobersdorfer Bahn, Traisentalbahn, nur NV                                                                                                 |
| 115            | St. Pölten – Laubenbachmühle – Mariazell                                                                                      | Mariazellerbahn                       | NÖVOG                  | NÖVOG                   | elektrisch betriebene Schmalspurbahn, nur NV                                                                                               |
| 120            | Pöchlarn – Scheibbs | Erlauftalbahn                         | ÖBB Infra              | ÖBB PV                  | nur NV |
| 130            | Amstetten – Kleinreifling – Selzthal                                                                                          | Rudolfsbahn                           | ÖBB Infra              | ÖBB PV                  | nur NV, Weißenbach-St. Gallen – Selzthal: lediglich an Samstagen, Sonn- und Feiertagen ein Zugpaar, siehe auch 131                         |
| 131            | St. Valentin – Steyr – Kleinreifling – Selzthal                                                                               | –                                     | ÖBB Infra              | ÖBB PV                  | Rudolfsbahn, nur NV, , siehe auch 130 |
| 132            | Waidhofen a. d. Ybbs Bahnhof (Citybahn) – Gstadt b. Waidhofen                                                                 | Citybahn Waidhofen                    | NÖVOG                  | NÖVOG                   | Ybbstalbahn, Schmalspurbahn, nur NV |
| 133            | St. Valentin – Perg – Grein – Sarmingstein                                                                                    | Donauuferbahn                         | ÖBB Infra              | ÖBB PV                  | nur NV |
| 140            | Linz – Traun – Selzthal | Pyhrnbahn                             | ÖBB Infra              | ÖBB PV                  | S-Bahn Oberösterreich |
| 141            | Linz – Pregarten – Summerau                                                                                                   | Summerauer Bahn                       | ÖBB Infra              | ÖBB PV                  | nur NV, |
| 142            | Linz Urfahr – Rottenegg – Aigen-Schlägl                                                                                       | Mühlkreisbahn                         | ÖBB Infra              | ÖBB PV                  | nur NV |
| 143            | Linz Hbf – Eferding – Niederspaching – … – Peuerbach … – Neumarkt-Kallham                                                     | –                                     | LILO                   | St&H                    | Linzer Lokalbahn, nur NV, |
| 150            | Linz – Wels – Neumarkt-Kallham – Schärding – Passau                                                                           | –                                     | ÖBB Infra              | ÖBB PV WEST             | Westbahn, Passauer Bahn, , siehe auch 101                                                                                                  |
| 151            | Linz – Neumarkt-Kallham – Ried im Innkreis – Braunau am Inn – Simbach (Inn)                                                   | –                                     | ÖBB Infra              | ÖBB PV WEST             | Westbahn, Innviertelbahn, , siehe auch 101 und 150                                                                                         |
| 152            | Wels – Aschach a. d. Donau | –                                     | ÖBB Infra              | ÖBB PV                  | Aschacher Bahn, lediglich zwei nicht täglich verkehrende Regionalzugpaare, siehe auch 150                                                  |
| 153            | Wels – Grünau im Almtal | Almtalbahn                            | ÖBB Infra              | ÖBB PV                  | nur NV |
| 160            | Lambach – Vorchdorf-Eggenberg                                                                                                 | –                                     | St&H                   | St&H                    | Vorchdorferbahn, nur NV |
| 161            | Vorchdorf-Eggenberg – Gmunden Klosterplatz                                                                                    | –                                     | St&H                   | St&H                    | Traunseebahn, Elektrisch betriebene Schmalspurbahn, nur NV                                                                                 |
| 170            | Attnang-Puchheim – Bad Ischl – Stainach-Irdning                                                                               | Salzkammergutbahn                     | ÖBB Infra              | ÖBB PV                  | nur NV |
| 171            | Attnang-Puchheim – Ried im Innkreis – Schärding                                                                               | –                                     | ÖBB Infra              | ÖBB PV                  | Salzkammergutbahn, nur NV |
| 172            | Vöcklabruck – Kammer-Schörfling                                                                                               | –                                     | ÖBB Infra              | ÖBB PV                  | Bahnstrecke Vöcklabruck–Kammer-Schörfling, nur NV, Verkehr von Montag bis Freitag                                                          |
| 173            | St. Wolfgang Schafbergbf – Schafbergspitze                                                                                    | –                                     | SKGB                   | SKGB                    | Schafbergbahn, schmalspurige Zahnradbahn                                                                                                   |
| 174            | Gmunden Franz-Josef-Platz – Gmunden Bahnhof (Bahnsteige 21–22)                                                                | –                                     | St&H                   | St&H                    | Straßenbahn Gmunden, elektrisch betriebene Schmalspurstraßenbahn                                                                           |
| 180            | Vöcklamarkt – Attersee | –                                     | St&H                   | St&H                    | Attergaubahn, Elektrisch betriebene Schmalspurbahn, nur NV                                                                                 |
| 190            | Freilassing – Salzburg – Steindorf bei Straßwalchen – Braunau am Inn                                                          | Mattigtalbahn                         | ÖBB Infra              | ÖBB PV                  | auch Bahnstrecke Rosenheim–Salzburg und Westbahn, , wiehe auch 200                                                                         |
| 200            | Freilassing – Salzburg – Bischofshofen – Schwarzach-St. Veit – Saalfelden                                                     | Tauernbahn                            | ÖBB Infra              | ÖBB PV                  | korrekt Salzburg-Tiroler-Bahn, auch Bahnstrecke Rosenheim–Salzburg,                                                                        |
| 201            | Saalfelden – Wörgl – Innsbruck                                                                                                | –                                     | ÖBB Infra              | ÖBB PV                  | Salzburg-Tiroler-Bahn (Giselabahn), , siehe auch 300                                                                                       |
| 210            | Salzburg Hbf (Bahnsteige 11–12) – Bürmoos – … – Ostermiething … – Lamprechtshausen                                            | Salzburger Lokalbahn                  | SLB                    | SLB                     | nur NV, |
| 220            | Salzburg – Schwarzach-St. Veit – Villach – Klagenfurt                                                                         | Tauernbahn                            | ÖBB Infra              | ÖBB PV                  | auch Salzburg-Tiroler-Bahn und Drautalbahn, Autoschleuse Tauernbahn (ASTB) Böckstein – Mallnitz-Obervellach, , siehe auch 200 und 601      |
| 223            | Spittal-Millstättersee – Lienz – San Candido/Innichen                                                                         | Drautalbahn                           | ÖBB Infra              | ÖBB PV                  | S-Bahn Kärnten |
| 230            | Zell am See – Krimml | Pinzgauer Lokalbahn                   | SLB                    | SLB                     | Schmalspurbahn, nur NV |
| 250            | Bischofshofen – Stainach-Irdning – Selzthal – St. Michael – Leoben                                                            | Ennstalbahn                           | ÖBB Infra              | ÖBB PV                  | auch Rudolfsbahn, siehe auch 600 |
| 300            | Salzburg – Kufstein – Wörgl – Innsbruck – Brennero/Brenner                                                                    | Brennerbahn                           | ÖBB Infra              | ÖBB PV                  | auch Bahnstrecke Rosenheim–Salzburg, Bahnstrecke Rosenheim–Kufstein Grenze und Unterinntalbahn,                                            |
| 301            | Jenbach – Innsbruck – … – Telfs-Pfaffenhofen … – Steinach in Tirol                                                            | –                                     | ÖBB Infra              | ÖBB PV                  | Unterinntalbahn, Arlbergbahn und Brennerbahn,                                                                                              |
| 310            | Jenbach Zillertalbahnhof – Mayrhofen im Zillertal                                                                             | –                                     | ZB                     | ZB                      | Zillertalbahn, Schmalspurbahn, nur NV |
| 400            | Innsbruck – Bludenz | Arlbergbahn                           | ÖBB Infra              | ÖBB PV                  | , Landeck-Zams – Bludenz kein NV, siehe auch 410                                                                                           |
| 401            | Bludenz – Feldkirch – Buchs SG Bludenz – Feldkirch – Bregenz – Lindau St. Margrethen – Bregenz – Lindau                       | –                                     | ÖBB Infra              | ÖBB PV                  | Bahnstrecke Lindau–Bludenz, Bahnstrecke Feldkirch–Buchs, S 1 S 3                                                                           |
| 410            | Innsbruck – Ehrwald Zugspitzbahn – Reutte in Tirol – Pfronten-Steinach                                                        | Karwendelbahn                         | ÖBB Infra              | ÖBB PV DB Regio         | korrekte Bezeichnung Mittenwaldbahn, , nur NV, siehe auch 400                                                                              |
| 420            | Bludenz – Schruns | –                                     | MBS                    | MBS                     | Montafonerbahn, S 4, nur NV |
| 500            | Wien Hbf – Semmering – Mürzzuschlag                                                                                           | Südbahn Semmeringbahn                 | ÖBB Infra              | ÖBB PV                  | siehe auch 510 |
| 501            | Wien Hbf – Mürzzuschlag – Bruck a.d. Mur – Graz                                                                               | Steirische Südbahn                    | ÖBB Infra              | ÖBB PV                  | , siehe auch 500 |
| 502            | Graz – Leibnitz – Bahnhof Spielfeld-Straß – Bad Radkersburg                                                                   | Steirische Südbahn Radkersburger Bahn | ÖBB Infra              | ÖBB PV                  | S-Bahn Steiermark · S-Bahn Steiermark · S-Bahn Steiermark                                                                                  |
| 510            | Wien Floridsdorf – Wien Hbf – Wien Meidling – Wiener Neustadt – Payerbach-Reichenau                                           | Südbahn                               | ÖBB Infra              | ÖBB PV                  | auch Nordbahn und Stammstrecke, , siehe auch 511, 512, 720 und 900                                                                         |
| 511            | Wien Hbf – Wampersdorf – Ebenfurth – Wiener Neustadt                                                                          | Pottendorfer Linie                    | ÖBB Infra              | ÖBB PV                  | auch Südbahn, , nur NV, siehe auch 900 und 910                                                                                             |
| 512            | Wien Hbf – Ebenfurth – Wulkaprodersdorf – Sopron – Deutschkreutz                                                              | –                                     | ÖBB Infra GySEV        | ÖBB PV GySEV            | Pottendorfer Linie, Raaberbahn und Burgenlandbahn, nur NV, siehe auch 511 und 524                                                          |
| 513            | Leobersdorf – Weissenbach-Neuhaus                                                                                             | Triestingtalbahn                      | ÖBB Infra              | ÖBB PV                  | nur NV |
| 520            | Wiener Neustadt – Aspang – Friedberg – Hartberg – Fehring                                                                     | –                                     | ÖBB Infra              | ÖBB PV                  | Aspangbahn, Wechselbahn, Thermenbahn, nur NV                                                                                               |
| 521            | Wiener Neustadt – Bad Fischau-Brunn – Gutenstein                                                                              | Piestingtal Bahn                      | ÖBB Infra              | ÖBB PV                  | auch Schneebergbahn, nur NV, siehe auch 522                                                                                                |
| 522            | Wiener Neustadt – Bad Fischau-Brunn – Puchberg am Schneeberg                                                                  | Puchberger Bahn                       | ÖBB Infra              | ÖBB PV                  | nur NV, siehe auch 521 |
| 523            | Puchberg am Schneeberg – Hochschneeberg Bergbahnhof                                                                           | –                                     | NÖVOG                  | NÖSBB                   | Schneebergbahn (Zahnradbahn), schmalspurige Zahnradbahn, nur Ausflugsverkehr                                                               |
| 524            | Wien Hbf – Wiener Neustadt – Mattersburg – Sopron – Deutschkreutz                                                             | Mattersburger Bahn                    | ÖBB Infra              | ÖBB PV                  | auch Südbahn, Pottendorfer Linie, Raaberbahn und Burgenlandbahn                                                                            |
| 530            | Graz – Feldbach – Fehring – Szentgotthárd                                                                                     | Steirische Ostbahn                    | ÖBB Infra              | ÖBB PV                  | nur NV, |
| 531            | Gleisdorf – Weiz Bahnhof | –                                     | StLB                   | StLB                    | Weizer Bahn, nur NV, |
| 532            | Feldbach – Bad Gleichenberg                                                                                                   | –                                     | StLB                   | StLB                    | Landesbahn Feldbach–Bad Gleichenberg, nur NV                                                                                               |
| 540            | Peggau-Deutschfeistritz – Übelbach                                                                                            | –                                     | StLB                   | StLB                    | Übelbacherbahn, nur NV, |
| 550            | Graz – Lieboch – Wettmannstätten – Wies-Eibiswald Graz – Lieboch – Köflach                                                    | –                                     | GKB ÖBB Infra          | GKB                     | Köflacherbahn, Wieserbahn und Koralmbahn, nur NV, , siehe auch 501                                                                         |
| 600            | Wien Hbf – Bruck a. d. Mur – Friesach – Klagenfurt – Villach – Tarvisio                                                       | Südbahn                               | ÖBB Infra              | ÖBB PV                  | auch Rudolfsbahn, Rosentalbahn, Drautalbahn, , siehe auch 500, 501, 601                                                                    |
| 601            | Friesach – St. Veit a. d. Glan – Klagenfurt – Villach – Spittal-Millstättersee                                                | –                                     | ÖBB Infra              | ÖBB PV                  | Rudolfsbahn, Drautalbahn, |
| 620            | Wolfsberg – St. Paul – Bleiburg – Völkermarkt-Kühnsdorf – Klagenfurt                                                          | Lavanttalbahn                         | ÖBB Infra              | ÖBB PV                  | auch Jauntalbahn, Drautalbahn, nur NV, |
| 630            | Unzmarkt – Tamsweg | Murtalbahn                            | StLB                   | StLB                    | Schmalspurbahn, nur NV |
| 651            | St. Veit a. d. Glan – Feldkirchen in Kärnten – Villach – Rosenbach – Jesenice                                                 | –                                     | ÖBB Infra              | ÖBB PV                  | Rudolfsbahn, Villach–Rosenbach und Rosentalbahn,                                                                                           |
| 660            | Klagenfurt – Weizelsdorf | –                                     | ÖBB Infra              | ÖBB PV                  | Rosentalbahn, , nur NV |
| 670            | Villach – Arnoldstein – Hermagor                                                                                              | Gailtalbahn                           | ÖBB Infra              | ÖBB PV                  | auch Rudolfsbahn, |
| 700            | Wien Meidling – Gramatneusiedl – Parndorf Ort/(Hegyeshalom – Győr) – Neusiedl am See – Eisenstadt/Pamhagen                    | Ostbahn                               | ÖBB Infra NSB          | ÖBB PV                  | auch Pannoniabahn, Neusiedler Seebahn, , siehe auch 701, 730 und 731                                                                       |
| 701            | Wien Meidling – Wien Hbf – Bruck a. d. Leitha – Parndorf – Kittsee Bratislava                                                 | –                                     | ÖBB Infra              | ÖBB PV                  | Ostbahn, Marchegger Ostbahn, auch Züge über Marchegg, siehe auch 700                                                                       |
| 720            | Wien Hbf – Wien Grillgasse – Kledering – Traiskirchen Aspangbahn – Wiener Neustadt                                            | Innere Aspangbahn                     | ÖBB Infra              | ÖBB PV                  | auch Südbahn, nur NV, , Verkehr nur Montag bis Freitag, siehe auch 510                                                                     |
| 730            | Wien Hbf – Neusiedl am See – Eisenstadt – Wulkaprodersdorf                                                                    | PannoniaBahn                          | ÖBB Infra              | ÖBB PV                  | auch Ostbahn, nur NV |
| 731            | Wien Hbf – Neusiedl am See – Pamhagen – Fertőszentmiklós                                                                      | –                                     | ÖBB Infra NSB          | ÖBB PV GySEV            | Ostbahn, Pannoniabahn und Neusiedler Seebahn, siehe auch 700                                                                               |
| 800            | Wien Franz-Josefs-Bahnhof – Absdorf-Hippersdorf – Sigmundsherberg – Gmünd NÖ                                                  | Franz-Josefs-Bahn                     | ÖBB Infra              | ÖBB PV                  | nur NV, siehe auch 810 und 903 |
| 801            | Gmünd NÖ – Groß Gerungs | Waldviertelbahn                       | NÖVOG                  | NÖVOG                   | Schmalspurbahn, nur Ausflugsverkehr |
| 802            | Gmünd NÖ – Altnagelberg – … – Litschau … – Heidenreichstein                                                                   | Waldviertelbahn                       | NÖVOG                  | NÖVOG                   | Schmalspurbahn, nur Ausflugsverkehr |
| 810            | Wien Franz-Josefs-Bahnhof – Tulln a.d.Donau – Absdorf-Hippersdorf – Krems a.d. Donau                                          | Franz-Josefs-Bahn                     | ÖBB Infra              | ÖBB PV                  | auch Bahnstrecke Absdorf-Hippersdorf–Krems an der Donau, nur NV, , siehe auch 112 und 903                                                  |
| 811            | Krems a.d. Donau – Emmersdorf a. d. Donau                                                                                     | Wachaubahn                            | NÖVOG                  | NÖVOG                   | nur Ausflugsverkehr |
| 820            | St. Pölten Hbf – Herzogenburg – Krems a.d. Donau – Hadersdorf am Kamp – Horn – Sigmundsherberg                                | -                                     | ÖBB Infra              | ÖBB PV                  | Tullnerfelder Bahn, Herzogen-burg-Krems, Kamptalbahn, nur NV,                                                                              |
| 900            | Wien Hütteldorf/Mödling – Wien Meidling – Wien Hbf – Wien Floridsdorf – … – Gerasdorf – Wien Süßenbrunn … – Wien Strebersdorf | S-Bahn Wien                           | ÖBB Infra              | ÖBB PV                  | Bahnstrecke Wien Penzing–Wien Meidling, Südbahn, Stammstrecke, Nordbahn und Nordwestbahn, nur NV, siehe auch 110, 510 und 907              |
| 901            | Wien Meidling – Wien Floridsdorf – Gänserndorf – … – Hohenau – Břeclav … – Marchegg                                           | Nordbahn                              | ÖBB Infra              | ÖBB PV GKB              | auch Stammstrecke und Bahnstrecke Gänserndorf–Marchegg, Gänserndorf – Marchegg nur NV, siehe auch 900                                      |
| 902            | Wien Meidling/Wolfsthal – Wien Floridsdorf – Wolkersdorf – Mistelbach – Laa a. d. Thaya                                       | Laaer Ostbahn                         | ÖBB Infra              | ÖBB PV                  | auch Stammstrecke, Pressburger Bahn, Aspangbahn und Nordbahn, nur NV, , siehe auch 900 und 907                                             |
| 903            | Wien Meidling – Wien Floridsdorf – Stockerau – … – Tullnerfeld … – Hollabrunn – Retz – Znojmo                                 | Nordwestbahn                          | ÖBB Infra              | ÖBB PV                  | auch Stammstrecke, Nordbahn, Bahnstrecke Absdorf-Hippersdorf–Stockerau, Franz-Josefs-Bahn und Tullnerfelder Bahn, nur NV, , siehe auch 900 |
| 907            | Wien Floridsdorf/Wien Meidling – Flughafen Wien (VIE) – Wolfsthal                                                             | Flughafen S-Bahn                      | ÖBB Infra              | ÖBB PV                  | auch Nordbahn, Stammstrecke, Südbahn und Ostbahn, , siehe auch 900                                                                         |
| 910            | Unter Purkersdorf – Wien Hbf – Marchegg – Bratislava                                                                          | Marchegger Ostbahn & S80              | ÖBB Infra              | ÖBB PV                  | auch Westbahn, Bahnstrecke Wien Penzing–Wien Meidling und Laaer Ostbahn, nur NV, siehe auch 110 und 900                                    |
| 912            | Obersdorf – Groß-Schweinbarth – … – Bad Pirawarth … – Gänserndorf                                                             | Weinviertel-Landesbahn                | ÖBB Infra              | ÖBB PV                  | Stammersdorfer Lokalbahn und Lokalbahn Gänserndorf–Mistelbach, nur NV                                                                      |
| 917            | Wien Mitte CAT – Flughafen Wien (VIE)                                                                                         | –                                     | ÖBB Infra              | CAT                     | City Airport Train |
| 941            | Retz – Drosendorf | Reblaus Express                       | NÖVOG                  | NÖVOG                   | Lokalbahn Retz–Drosendorf, nur Ausflugsverkehr                                                                                             |
| 945            | Wien Handelskai – Wien Heiligenstadt – Wien Penzing – Wien Hütteldorf                                                         | Vorortelinie                          | ÖBB Infra              | ÖBB PV                  | auch Donauuferbahn, nur S-Bahn-Verkehr, , siehe auch 110                                                                                   |
| 995            | Strobl – St. Gilgen | Wolfgangseeschifffahrt                | –                      | SKGB                    | |

## Fahrplanbilder 2016/2017
In gegenständliche Tabelle wurden die Schreibweise der Bahnhöfe und Haltestellen, der Streckenverlauf und weitere Angaben so übernommen, wie diese im Kursbuch 2016/2017 dargestellt sind. Nicht in Österreich liegende Bahnhöfe sind kursiv dargestellt.
| Fahrplan- bild | Strecke von – bis laut Kursbuch                                                                                               | Bezeichnung laut Kursbuch             | IB Legende siehe unten | EVU Legende siehe unten | Anmerkung Legende siehe unten |
| -------------- | --- | ------------------------------------- | ---------------------- | ----------------------- | --- |
| 100            | Flughafen Wien (VIE) – Wien – St. Pölten – Linz                                                                               | Westbahn                              | ÖBB Infra              | ÖBB PV WEST             | auch Pressburger Bahn, Ostbahn, Südbahn, , siehe auch 110, 111, 900                                                                        |
| 101            | Linz – Salzburg | Westbahn                              | ÖBB Infra              | ÖBB PV WEST             | , siehe auch 190 |
| 110            | Wien Westbf – Neulengbach – St. Pölten                                                                                        | Westbahn                              | ÖBB Infra              | ÖBB PV                  | nur NV, , siehe auch 111, 945 |
| 111            | Flughafen Wien (VIE) – Wien – Tullnerfeld – St. Pölten                                                                        | Westbahn                              | ÖBB Infra              | ÖBB PV WEST             | nur FV und schneller NV, auch Pressburger Bahn, Ostbahn, Südbahn, siehe auch 110                                                           |
| 112            | St. Pölten – Tullnerfeld – Tulln a.d. Donau – Wien Franz-Josefs-Bahnhof                                                       | –                                     | ÖBB Infra              | ÖBB PV                  | Tullnerfelder Bahn, Franz-Josefs-Bahn, nur NV, , siehe auch 810, 820                                                                       |
| 113            | St. Pölten – Traisen – … – Hainfeld … – Lilienfeld – Schrambach                                                               | Traisentalbahn                        | ÖBB Infra              | ÖBB PV                  | Leobersdorfer Bahn, nur NV |
| 115            | St. Pölten – Laubenbachmühle – Mariazell                                                                                      | Mariazellerbahn                       | NÖVOG                  | NÖVOG                   | elektrisch betriebene Schmalspurbahn, nur NV                                                                                               |
| 120            | Pöchlarn – Scheibbs | Erlauftalbahn                         | ÖBB Infra              | ÖBB PV                  | nur NV |
| 130            | Amstetten – Kleinreifling – Selzthal                                                                                          | Gesäusebahn                           | ÖBB Infra              | ÖBB PV                  | Kronprinz Rudolf-Bahn, nur NV, Weißenbach-St. Gallen – Selzthal: lediglich an Samstagen, Sonn- und Feiertagen ein Zugpaar, siehe auch 131  |
| 131            | St. Valentin – Steyr – Kleinreifling – Selzthal                                                                               | –                                     | ÖBB Infra              | ÖBB PV                  | Kronprinz Rudolf-Bahn, nur NV, , siehe auch 130                                                                                            |
| 132            | Waidhofen a. d. Ybbs Bahnhof (Citybahn) – Gstadt b. Waidhofen                                                                 | Citybahn Waidhofen                    | NÖVOG                  | NÖVOG                   | Ybbstalbahn, Schmalspurbahn, nur NV |
| 133            | St. Valentin – Perg – Sarmingstein                                                                                            | Donauuferbahn                         | ÖBB Infra              | ÖBB PV                  | nur NV |
| 140            | Linz – Traun – Selzthal | Pyhrnbahn                             | ÖBB Infra              | ÖBB PV                  | S-Bahn Oberösterreich |
| 141            | Linz – Pregarten – Summerau                                                                                                   | Summerauer Bahn                       | ÖBB Infra              | ÖBB PV                  | nur NV, |
| 142            | Linz Urfahr – Rottenegg – Aigen-Schlägl                                                                                       | Mühlkreisbahn                         | ÖBB Infra              | ÖBB PV                  | nur NV |
| 143            | Linz Hbf – Eferding – Niederspaching – … – Peuerbach … – Neumarkt-Kallham                                                     | –                                     | LILO                   | St&H                    | Linzer Lokalbahn, nur NV, |
| 150            | Flughafen Wien (VIE) – Wien – Linz – Wels – Schärding – Passau                                                                | –                                     | ÖBB Infra              | ÖBB PV WEST             | Pressburger Bahn, Ostbahn, Südbahn, Westbahn, Passauer Bahn, , siehe auch 100 und 101                                                      |
| 151            | Flughafen Wien (VIE) – Wien – Linz – Ried im Innkreis – Braunau am Inn – Simbach (Inn)                                        | –                                     | ÖBB Infra              | ÖBB PV WEST             | Südbahn, Westbahn, Innviertelbahn, , siehe auch 100, 101 und 150                                                                           |
| 152            | Wels – Aschach a. d. Donau | –                                     | ÖBB Infra              | ÖBB PV                  | Aschacher Bahn, lediglich zwei nicht täglich verkehrende Regionalzugpaare, siehe auch 150                                                  |
| 153            | Wels – Grünau im Almtal | Almtalbahn                            | ÖBB Infra              | ÖBB PV                  | nur NV |
| 160            | Lambach – Vorchdorf-Eggenberg                                                                                                 | –                                     | St&H                   | St&H                    | Vorchdorferbahn, nur NV |
| 161            | Vorchdorf-Eggenberg – Gmunden Klosterplatz                                                                                    | –                                     | St&H                   | St&H                    | Traunseebahn, Elektrisch betriebene Schmalspurbahn, nur NV                                                                                 |
| 170            | Attnang-Puchheim – Bad Ischl – Stainach-Irdning                                                                               | Salzkammergutbahn                     | ÖBB Infra              | ÖBB PV                  | nur NV |
| 171            | Attnang-Puchheim – Ried im Innkreis – Schärding                                                                               | –                                     | ÖBB Infra              | ÖBB PV                  | Salzkammergutbahn, nur NV |
| 172            | Vöcklabruck – Kammer-Schörfling                                                                                               | –                                     | ÖBB Infra              | ÖBB PV                  | Bahnstrecke Vöcklabruck–Kammer-Schörfling, nur NV, Verkehr von Montag bis Freitag                                                          |
| 173            | St. Wolfgang Schafbergbf – Schafbergspitze                                                                                    | –                                     | SKGB                   | SKGB                    | Schafbergbahn, schmalspurige Zahnradbahn                                                                                                   |
| 174            | Gmunden Franz-Josef-Platz – Gmunden Bahnhof (Bahnsteige 21–22)                                                                | –                                     | St&H                   | St&H                    | Straßenbahn Gmunden, elektrisch betriebene Schmalspurstraßenbahn                                                                           |
| 180            | Vöcklamarkt – Attersee | –                                     | St&H                   | St&H                    | Attergaubahn, Elektrisch betriebene Schmalspurbahn, nur NV                                                                                 |
| 190            | Freilassing – Salzburg – Steindorf bei Straßwalchen – Braunau am Inn                                                          | Mattigtalbahn                         | ÖBB Infra              | ÖBB PV                  | auch Bahnstrecke Rosenheim–Salzburg und Westbahn, nur NV, , wiehe auch 200                                                                 |
| 200            | Freilassing – Salzburg – Bischofshofen – Schwarzach-St. Veit – Saalfelden                                                     | Tauernbahn                            | ÖBB Infra              | ÖBB PV                  | korrekt Salzburg-Tiroler-Bahn, auch Bahnstrecke Rosenheim–Salzburg,                                                                        |
| 201            | Saalfelden – Wörgl – Innsbruck                                                                                                | –                                     | ÖBB Infra              | ÖBB PV                  | Salzburg-Tiroler-Bahn (Giselabahn), , siehe auch 300                                                                                       |
| 210            | Salzburg Hbf (Bahnsteige 11–12) – Bürmoos – … – Ostermiething … – Lamprechtshausen                                            | Salzburger Lokalbahn                  | SLB                    | SLB                     | nur NV, |
| 220            | Salzburg – Schwarzach-St. Veit – Villach – Klagenfurt                                                                         | Tauernbahn                            | ÖBB Infra              | ÖBB PV                  | auch Salzburg-Tiroler-Bahn und Drautalbahn, Autoschleuse Tauernbahn (ASTB) Böckstein – Mallnitz-Obervellach, , siehe auch 200 und 601      |
| 223            | Spittal-Millstättersee – Lienz – San Candido/Innichen                                                                         | Drautalbahn                           | ÖBB Infra              | ÖBB PV                  | S-Bahn Kärnten |
| 230            | Zell am See – Krimml | Pinzgauer Lokalbahn                   | SLB                    | SLB                     | Schmalspurbahn, nur NV |
| 250            | Bischofshofen – Stainach-Irdning – Selzthal – St. Michael – Leoben                                                            | Ennstalbahn                           | ÖBB Infra              | ÖBB PV                  | auch Rudolfsbahn, siehe auch 600 |
| 300            | Salzburg – Kufstein – Wörgl – Innsbruck – Brennero/Brenner                                                                    | Brennerbahn                           | ÖBB Infra              | ÖBB PV                  | auch Bahnstrecke Rosenheim–Salzburg, Bahnstrecke Rosenheim–Kufstein Grenze und Unterinntalbahn,                                            |
| 301            | Jenbach – Innsbruck – … – Telfs-Pfaffenhofen … – Steinach in Tirol                                                            | –                                     | ÖBB Infra              | ÖBB PV                  | Unterinntalbahn, Arlbergbahn und Brennerbahn, , siehe auch 410                                                                             |
| 310            | Jenbach Zillertalbahnhof – Mayrhofen im Zillertal                                                                             | –                                     | ZB                     | ZB                      | Zillertalbahn, Schmalspurbahn, nur NV |
| 400            | Innsbruck – Bludenz | Arlbergbahn                           | ÖBB Infra              | ÖBB PV                  | , Landeck-Zams – Bludenz kein NV, siehe auch 410                                                                                           |
| 401            | Bludenz – Feldkirch – Buchs SG Bludenz – Feldkirch – Bregenz – Lindau St. Margrethen – Bregenz – Lindau                       | –                                     | ÖBB Infra              | ÖBB PV                  | Bahnstrecke Lindau–Bludenz, Bahnstrecke Feldkirch–Buchs,                                                                                   |
| 410            | Innsbruck – Ehrwald Zugspitzbahn – Reutte in Tirol – Pfronten-Steinach                                                        | Karwendelbahn                         | ÖBB Infra              | ÖBB PV DB Regio         | korrekte Bezeichnung Mittenwaldbahn, , siehe auch 400                                                                                      |
| 420            | Bludenz – Schruns | –                                     | MBS                    | MBS                     | Montafonerbahn, , nur NV |
| 500            | Wien Hbf – Semmering – Mürzzuschlag                                                                                           | Südbahn Semmeringbahn                 | ÖBB Infra              | ÖBB PV                  | siehe auch 510 |
| 501            | Wien Hbf – Mürzzuschlag – Bruck a.d. Mur – Graz                                                                               | Steirische Südbahn                    | ÖBB Infra              | ÖBB PV                  | , siehe auch 500 |
| 502            | Graz – Leibnitz – Bahnhof Spielfeld-Straß – Bad Radkersburg                                                                   | Steirische Südbahn Radkersburger Bahn | ÖBB Infra              | ÖBB PV                  | S-Bahn Steiermark · S-Bahn Steiermark · S-Bahn Steiermark                                                                                  |
| 510            | Wien Floridsdorf – Wien Hbf – Wien Meidling – Wiener Neustadt – Payerbach-Reichenau                                           | Südbahn                               | ÖBB Infra              | ÖBB PV                  | auch Nordbahn und Stammstrecke, , siehe auch 511, 512, 720 und 900                                                                         |
| 511            | Wien Hbf – Wampersdorf – Ebenfurth – Wiener Neustadt                                                                          | Pottendorfer Linie                    | ÖBB Infra              | ÖBB PV                  | auch Südbahn, , nur NV, siehe auch 900 und 910                                                                                             |
| 512            | Wien Hbf – Ebenfurth – Wulkaprodersdorf – Sopron – Deutschkreutz                                                              | –                                     | ÖBB Infra GySEV        | ÖBB PV GySEV            | Pottendorfer Linie, Raaberbahn und Burgenlandbahn, nur NV, siehe auch 511 und 524                                                          |
| 513            | Leobersdorf – Weissenbach-Neuhaus                                                                                             | Triestingtalbahn                      | ÖBB Infra              | ÖBB PV                  | nur NV |
| 515            | Wien Oper – Wien Meidling Bf – Wiener Neudorf – Baden Josefsplatz                                                             | –                                     | WLB WL                 | WLB                     | Wiener Lokalbahn, Badener Bahn, nur NV |
| 520            | Wiener Neustadt – Aspang – Friedberg – Hartberg – Fehring                                                                     | –                                     | ÖBB Infra              | ÖBB PV                  | Aspangbahn, Wechselbahn, Thermenbahn, nur NV                                                                                               |
| 521            | Wiener Neustadt – Bad Fischau-Brunn – Gutenstein                                                                              | Piestingtal Bahn                      | ÖBB Infra              | ÖBB PV                  | auch Schneebergbahn, nur NV, siehe auch 522                                                                                                |
| 522            | Wiener Neustadt – Bad Fischau-Brunn – Puchberg am Schneeberg                                                                  | Puchberger Bahn                       | ÖBB Infra              | ÖBB PV                  | nur NV, siehe auch 521 |
| 523            | Puchberg am Schneeberg – Hochschneeberg Bergbahnhof                                                                           | –                                     | NÖVOG                  | NÖSBB                   | Schneebergbahn (Zahnradbahn), schmalspurige Zahnradbahn, nur Ausflugsverkehr                                                               |
| 524            | Wien Meidling – Wiener Neustadt – Sopron – Deutschkreutz                                                                      | Mattersburger Bahn                    | ÖBB Infra              | ÖBB PV                  | auch Südbahn, Pottendorfer Linie, Raaberbahn und Burgenlandbahn                                                                            |
| 530            | Graz – Feldbach – Fehring – Szentgotthárd                                                                                     | Steirische Ostbahn                    | ÖBB Infra              | ÖBB PV                  | nur NV, |
| 531            | Gleisdorf – Weiz Bahnhof | –                                     | StLB                   | StLB                    | Weizer Bahn, nur NV, |
| 532            | Feldbach – Bad Gleichenberg                                                                                                   | –                                     | StLB                   | StLB                    | Landesbahn Feldbach–Bad Gleichenberg, nur NV                                                                                               |
| 540            | Peggau-Deutschfeistritz – Übelbach                                                                                            | –                                     | StLB                   | StLB                    | Übelbacherbahn, nur NV, |
| 550            | Graz – Lieboch – Wettmannstätten – Wies-Eibiswald Graz – Lieboch – Köflach                                                    | –                                     | GKB ÖBB Infra          | GKB                     | Köflacherbahn, Wieserbahn und Koralmbahn, nur NV, , siehe auch 501                                                                         |
| 600            | Wien Hbf – Bruck a. d. Mur – Friesach – Klagenfurt – Villach – Tarvisio                                                       | Südbahn                               | ÖBB Infra              | ÖBB PV                  | auch Rudolfsbahn, Rosentalbahn, Drautalbahn, , siehe auch 500, 501, 601                                                                    |
| 601            | Friesach – St. Veit a. d. Glan – Klagenfurt – Villach – Spittal-Millstättersee                                                | –                                     | ÖBB Infra              | ÖBB PV                  | Rudolfsbahn, Drautalbahn, |
| 620            | Bad St. Leonhard – Wolfsberg – St. Paul – Bleiburg – Klagenfurt                                                               | Lavanttalbahn                         | ÖBB Infra              | ÖBB PV                  | Jauntalbahn, Drautalbahn, nur NV |
| 630            | Unzmarkt – Tamsweg | Murtalbahn                            | StLB                   | StLB                    | Schmalspurbahn, nur NV |
| 651            | St. Veit a. d. Glan – Feldkirchen in Kärnten – Villach – Rosenbach – Jesenice                                                 | –                                     | ÖBB Infra              | ÖBB PV                  | Rudolfsbahn, Villach–Rosenbach und Rosentalbahn,                                                                                           |
| 660            | Klagenfurt – Weizelsdorf | –                                     | ÖBB Infra              | ÖBB PV                  | Rosentalbahn, , nur NV |
| 670            | Villach – Arnoldstein – Hermagor                                                                                              | Gailtalbahn                           | ÖBB Infra              | ÖBB PV                  | auch Rudolfsbahn, |
| 700            | Wien Meidling – Kledering – Parndorf Ort/(Hegyeshalom – Győr) – Neusiedl am See – Eisenstadt/Pamhagen                         | Ostbahn                               | ÖBB Infra NSB          | ÖBB PV                  | auch Pannoniabahn, Neusiedler Seebahn, FV Wien – Budapest, sonst NV, , siehe auch 701, 730 und 731                                         |
| 701            | Wien Meidling – Bruck a. d. Leitha – Parndorf – Bratislava                                                                    | –                                     | ÖBB Infra              | ÖBB PV                  | Ostbahn, Marchegger Ostbahn, auch Züge über Marchegg, siehe auch 700                                                                       |
| 720            | Wien Hbf – Wien Grillgasse – Kledering – Traiskirchen Aspangbahn – Wiener Neustadt                                            | Innere Aspangbahn                     | ÖBB Infra              | ÖBB PV                  | auch Südbahn, nur NV, , Verkehr nur Montag bis Freitag, siehe auch 510                                                                     |
| 730            | Wien Hbf – Neusiedl am See – Eisenstadt – Wulkaprodersdorf                                                                    | PannoniaBahn                          | ÖBB Infra              | ÖBB PV                  | auch Ostbahn, nur NV |
| 731            | Wien Hbf – Neusiedl am See – Pamhagen – Fertőszentmiklós                                                                      | –                                     | ÖBB Infra NSB          | ÖBB PV GySEV            | Ostbahn, Pannoniabahn und Neusiedler Seebahn, nur NV, siehe auch 700                                                                       |
| 800            | Wien Franz-Josefs-Bahnhof – Absdorf-Hippersdorf – Sigmundsherberg – Gmünd NÖ                                                  | Franz-Josefs-Bahn                     | ÖBB Infra              | ÖBB PV                  | nur NV, siehe auch 810 und 903 |
| 801            | Gmünd NÖ – Groß Gerungs | Waldviertelbahn                       | NÖVOG                  | NÖVOG                   | Schmalspurbahn, nur Ausflugsverkehr |
| 802            | Gmünd NÖ – Altnagelberg – … – Litschau … – Heidenreichstein                                                                   | Waldviertelbahn                       | NÖVOG                  | NÖVOG                   | Schmalspurbahn, nur Ausflugsverkehr |
| 810            | Wien Franz-Josefs-Bahnhof – Tulln a.d.Donau – Absdorf-Hippersdorf – Krems a.d. Donau                                          | Franz-Josefs-Bahn                     | ÖBB Infra              | ÖBB PV                  | auch Bahnstrecke Absdorf-Hippersdorf–Krems an der Donau, nur NV, , siehe auch 112 und 903                                                  |
| 811            | Krems a.d. Donau – Emmersdorf a. d. Donau                                                                                     | Wachaubahn                            | NÖVOG                  | NÖVOG                   | nur Ausflugsverkehr |
| 820            | St. Pölten Hbf – Herzogenburg – Krems a.d. Donau – Hadersdorf am Kamp – Horn – Sigmundsherberg                                | -                                     | ÖBB Infra              | ÖBB PV                  | Tullnerfelder Bahn, Herzogen-burg-Krems, Kamptalbahn, nur NV, siehe auch 810                                                               |
| 900            | Wien Hütteldorf/Mödling – Wien Meidling – Wien Hbf – Wien Floridsdorf – … – Gerasdorf – Wien Süßenbrunn … – Wien Strebersdorf | S-Bahn Wien                           | ÖBB Infra              | ÖBB PV                  | Bahnstrecke Wien Penzing–Wien Meidling, Südbahn, Stammstrecke, Nordbahn und Nordwestbahn, nur NV, siehe auch 110, 510 und 907              |
| 901            | Wien Meidling – Wien Floridsdorf – Gänserndorf – … – Hohenau – Břeclav … – Marchegg                                           | Nordbahn                              | ÖBB Infra              | ÖBB PV                  | auch Stammstrecke und Bahnstrecke Gänserndorf–Marchegg, Gänserndorf – Marchegg nur NV, siehe auch 900                                      |
| 902            | Wien Meidling/Wolfsthal – Wien Floridsdorf – Wolkersdorf – Mistelbach – Laa a. d. Thaya                                       | Laaer Ostbahn                         | ÖBB Infra              | ÖBB PV                  | auch Stammstrecke, Pressburger Bahn, Aspangbahn und Nordbahn, nur NV, , siehe auch 900 und 907                                             |
| 903            | Wien Meidling – Wien Floridsdorf – Stockerau – … – Tullnerfeld … – Hollabrunn – Retz – Znojmo                                 | Nordwestbahn                          | ÖBB Infra              | ÖBB PV                  | auch Stammstrecke, Nordbahn, Bahnstrecke Absdorf-Hippersdorf–Stockerau, Franz-Josefs-Bahn und Tullnerfelder Bahn, nur NV, , siehe auch 900 |
| 907            | Wien Floridsdorf/Wien Meidling – Flughafen Wien (VIE) – Wolfsthal                                                             | Flughafen S-Bahn                      | ÖBB Infra              | ÖBB PV                  | auch Nordbahn, Stammstrecke, Südbahn und Ostbahn, , siehe auch 900                                                                         |
| 910            | Unter Purkersdorf – Wien Hbf – Marchegg – Bratislava                                                                          | Marchegger Ostbahn & S80              | ÖBB Infra              | ÖBB PV                  | auch Westbahn, Bahnstrecke Wien Penzing–Wien Meidling und Laaer Ostbahn, nur NV, siehe auch 900                                            |
| 912            | Obersdorf – Groß-Schweinbarth – … – Bad Pirawarth … – Gänserndorf                                                             | Weinviertel-Landesbahn                | ÖBB Infra              | ÖBB PV                  | Stammersdorfer Lokalbahn und Lokalbahn Gänserndorf–Mistelbach, nur NV                                                                      |
| 917            | Wien Mitte CAT – Flughafen Wien (VIE)                                                                                         | –                                     | ÖBB Infra              | CAT                     | City Airport Train |
| 941            | Retz – Drosendorf | Reblaus Express                       | NÖVOG                  | NÖVOG                   | Lokalbahn Retz–Drosendorf, nur Ausflugsverkehr                                                                                             |
| 945            | Wien Handelskai – Wien Heiligenstadt – Wien Penzing – Wien Hütteldorf                                                         | Vorortelinie                          | ÖBB Infra              | ÖBB PV                  | auch Donauuferbahn, nur S-Bahn-Verkehr, , siehe auch 110                                                                                   |
| 994            | Attersee-Schifffahrt | –                                     | –                      | St&H                    | |
| 995            | Strobl – St. Gilgen | Wolfgangseeschifffahrt                | –                      | SKGB                    | |

## Fahrplanbilder 2015/2016
In gegenständliche Tabelle wurden die Schreibweise der Bahnhöfe und Haltestellen, der Streckenverlauf und weitere Angaben so übernommen, wie diese im Kursbuch 2015/2016 dargestellt sind. Nicht in Österreich liegende Bahnhöfe sind kursiv dargestellt.
| Fahrplan- bild | Strecke von – bis laut Kursbuch | Bezeichnung laut Kursbuch             | IB Legende siehe unten | EVU Legende siehe unten | Anmerkung Legende siehe unten |
| -------------- | --- | ------------------------------------- | ---------------------- | ----------------------- | --- |
| 100            | Flughafen Wien (VIE) – Wien – St. Pölten – Linz | Westbahn                              | ÖBB Infra              | ÖBB PV WEST             | auch Pressburger Bahn, Ostbahn, Südbahn, siehe auch 110, 111, 900                                                                         |
| 101            | Linz – Salzburg | Westbahn                              | ÖBB Infra              | ÖBB PV WEST             | , siehe auch 190 |
| 110            | Wien Westbf – Neulengbach – St. Pölten | Westbahn                              | ÖBB Infra              | ÖBB PV                  | nur NV, , siehe auch 111, 945 |
| 111            | Flughafen Wien (VIE) – Wien – Tullnerfeld – St. Pölten | Westbahn                              | ÖBB Infra              | ÖBB PV WEST             | Pressburger Bahn, Ostbahn, Südbahn, siehe auch 110                                                                                        |
| 112            | St. Pölten – Tullnerfeld – … – Tulln a.d. Donau – Wien Franz-Josefs-Bahnhof … – Stockerau | –                                     | ÖBB Infra              | ÖBB PV                  | Tullnerfelder Bahn, Franz-Josefs-Bahn, Absdorf-Hippersdorf–Stockerau, nur NV, , siehe auch 810, 820                                       |
| 113            | St. Pölten – Traisen – … – Hainfeld … – Lilienfeld – Schrambach | Traisentalbahn                        | ÖBB Infra              | ÖBB PV                  | Leobersdorfer Bahn, nur NV |
| 115            | St. Pölten – Laubenbachmühle – Mariazell | Mariazellerbahn                       | NÖVOG                  | NÖVOG                   | elektrisch betriebene Schmalspurbahn, nur NV                                                                                              |
| 120            | Pöchlarn – Scheibbs | Erlauftalbahn                         | ÖBB Infra              | ÖBB PV                  | nur NV |
| 130            | Amstetten – Kleinreifling – Selzthal | Gesäusebahn                           | ÖBB Infra              | ÖBB PV                  | Kronprinz Rudolf-Bahn, nur NV, Weißenbach-St. Gallen – Selzthal: lediglich an Samstagen, Sonn- und Feiertagen ein Zugpaar, siehe auch 131 |
| 131            | St. Valentin – Steyr – Kleinreifling – Selzthal | –                                     | ÖBB Infra              | ÖBB PV                  | Kronprinz Rudolf-Bahn, nur NV, siehe auch 130                                                                                             |
| 132            | Waidhofen a. d. Ybbs – Gstadt b. Waidhofen | Citybahn Waidhofen                    | NÖVOG                  | NÖVOG                   | Ybbstalbahn, Schmalspurbahn, nur NV |
| 133            | St. Valentin – Perg – Sarmingstein | Donauuferbahn                         | ÖBB Infra              | ÖBB PV                  | nur NV |
| 140            | Linz – Traun – Selzthal | Pyhrnbahn                             | ÖBB Infra              | ÖBB PV                  | |
| 141            | Linz – Pregarten – Summerau | Summerauer Bahn                       | ÖBB Infra              | ÖBB PV                  | nur NV |
| 142            | Linz Urfahr – Rottenegg – Aigen-Schlägl | Mühlkreisbahn                         | ÖBB Infra              | ÖBB PV                  | nur NV |
| 143            | Linz Hbf – Eferding – Niederspaching – … – Peuerbach … – Neumarkt-Kallham | –                                     | LILO                   | St&H                    | Linzer Lokalbahn, nur NV |
| 150            | Flughafen Wien (VIE) – Wien – Linz – Wels – Schärding – Passau | –                                     | ÖBB Infra              | ÖBB PV WEST             | Pressburger Bahn, Ostbahn, Südbahn, Westbahn, Passauer Bahn, siehe auch 100 und 101                                                       |
| 151            | Flughafen Wien (VIE) – Wien – Linz – Ried im Innkreis – Braunau am Inn – Simbach (Inn) | –                                     | ÖBB Infra              | ÖBB PV WEST             | Südbahn, Westbahn, Innviertelbahn, siehe auch 100, 101 und 150                                                                            |
| 152            | Wels – Aschach a. d. Donau | –                                     | ÖBB Infra              | ÖBB PV                  | Aschacher Bahn, lediglich zwei nicht täglich verkehrende Regionalzugpaare, siehe auch 150                                                 |
| 153            | Wels – Grünau im Almtal | Almtalbahn                            | ÖBB Infra              | ÖBB PV                  | nur NV |
| 160            | Lambach – Vorchdorf-Eggenberg | –                                     | St&H                   | St&H                    | Vorchdorferbahn, nur NV |
| 161            | Vorchdorf-Eggenberg – Gmunden Klosterplatz | –                                     | St&H                   | St&H                    | Traunseebahn, Elektrisch betriebene Schmalspurbahn, nur NV                                                                                |
| 170            | Attnang-Puchheim – Bad Ischl – Stainach-Irdning | Salzkammergutbahn                     | ÖBB Infra              | ÖBB PV                  | nur NV |
| 171            | Attnang-Puchheim – Ried im Innkreis – Schärding | –                                     | ÖBB Infra              | ÖBB PV                  | Salzkammergutbahn, nur NV |
| 172            | Vöcklabruck – Kammer-Schörfling | –                                     | ÖBB Infra              | ÖBB PV                  | nur NV, Verkehr von Montag bis Freitag |
| 173            | St. Wolfgang Schafbergbf – Schafbergspitze | –                                     | SKGB                   | SKGB                    | Schafbergbahn, schmalspurige Zahnradbahn                                                                                                  |
| 174            | Gmunden Franz-Josef-Platz – Gmunden Bahnhof ÖBB (Vorplatz) | –                                     | St&H                   | St&H                    | Straßenbahn Gmunden, elektrisch betriebene Schmalspurstraßenbahn                                                                          |
| 180            | Vöcklamarkt – Attersee | –                                     | St&H                   | St&H                    | Attergaubahn, Elektrisch betriebene Schmalspurbahn, nur NV                                                                                |
| 190            | Salzburg – Steindorf bei Straßwalchen – Mattighofen – Braunau am Inn | Mattigtalbahn                         | ÖBB Infra              | ÖBB PV                  | nur NV, |
| 200            | Freilassing – Salzburg – Bischofshofen – Schwarzach-St. Veit – Saalfelden | Tauernbahn                            | ÖBB Infra              | ÖBB PV                  | korrekt Salzburg-Tiroler-Bahn, |
| 201            | Saalfelden – Wörgl – Innsbruck | –                                     | ÖBB Infra              | ÖBB PV                  | Salzburg-Tiroler-Bahn (Giselabahn), , siehe auch 300                                                                                      |
| 210            | Salzburg Hbf (Bahnsteige 11–12) – Bürmoos – … – Ostermiething … – Lamprechtshausen | –                                     | SLB                    | SLB                     | nur NV, |
| 220            | Salzburg – Schwarzach-St. Veit – Villach – Klagenfurt | Tauernbahn                            | ÖBB Infra              | ÖBB PV                  | Drautalbahn, Autoschleuse Tauernbahn (ASTB) Böckstein – Mallnitz-Obervellach, , siehe auch 200 und 601                                    |
| 223            | Spittal-Millstättersee – Lienz – San Candido/Innichen | Drautalbahn                           | ÖBB Infra              | ÖBB PV                  | S-Bahn Kärnten |
| 230            | Zell am See – Krimml | –                                     | SLB                    | SLB                     | Pinzgauer Lokalbahn, Schmalspurbahn, nur NV                                                                                               |
| 250            | Bischofshofen – Stainach-Irdning – Selzthal – St. Michael – Leoben | Ennstalbahn                           | ÖBB Infra              | ÖBB PV                  | Rudolfsbahn, siehe auch 600 |
| 300            | Salzburg – Kufstein – Wörgl – Innsbruck – Brennero/Brenner | Brennerbahn                           | ÖBB Infra              | ÖBB PV                  | S-Bahn Tirol#S1 · S-Bahn Tirol#S2 · S-Bahn Tirol#S3 · S-Bahn Tirol#S4                                                                     |
| 301            | Jenbach – Innsbruck – … – Telfs-Pfaffenhofen … – Steinach in Tirol | –                                     | ÖBB Infra              | ÖBB PV                  | , siehe auch 410 |
| 310            | Jenbach Zillertalbahnhof – Mayrhofen im Zillertal | –                                     | ZB                     | ZB                      | Zillertalbahn, Schmalspurbahn, nur NV |
| 400            | Innsbruck – Bludenz | Arlbergbahn                           | ÖBB Infra              | ÖBB PV                  | , Landeck-Zams – Bludenz kein NV, siehe auch 410                                                                                          |
| 401            | Bludenz – Feldkirch – Buchs SG Bludenz – Feldkirch – Bregenz – Lindau St. Margrethen – Bregenz – Lindau                                                                                          | –                                     | ÖBB Infra              | ÖBB PV                  | Bahnstrecke Lindau–Bludenz, Bahnstrecke Feldkirch–Buchs,                                                                                  |
| 410            | Innsbruck – Ehrwald Zugspitzbahn – Reutte in Tirol – Pfronten-Steinach | Karwendelbahn                         | ÖBB Infra              | ÖBB PV DB Regio         | korrekte Bezeichnung Mittenwaldbahn, , siehe auch 400                                                                                     |
| 420            | Bludenz – Schruns | –                                     | MBS                    | MBS                     | Montafonerbahn, , nur NV |
| 500            | Wien Hbf – Semmering – Mürzzuschlag | Südbahn Semmeringbahn                 | ÖBB Infra              | ÖBB PV                  | siehe auch 510 |
| 501            | Wien Hbf – Mürzzuschlag – Bruck a.d. Mur – Graz | Steirische Südbahn                    | ÖBB Infra              | ÖBB PV                  | , siehe auch 500 |
| 502            | Graz – Leibnitz – Bahnhof Spielfeld-Straß … – Maribor … – Bad Radkersburg | Steirische Südbahn Radkersburger Bahn | ÖBB Infra              | ÖBB PV                  | S-Bahn Steiermark · S-Bahn Steiermark · S-Bahn Steiermark                                                                                 |
| 510            | Wien Hbf – Wien Meidling – Wiener Neustadt – Payerbach-Reichenau | Südbahn                               | ÖBB Infra              | ÖBB PV                  | , siehe auch 511, 512, 720 und 900 |
| 511            | Wien Hbf – Wampersdorf – Ebenfurth – Wiener Neustadt | Pottendorfer Linie                    | ÖBB Infra              | ÖBB PV                  | , nur NV, siehe auch 900 und 910 |
| 512            | Wien Meidling – Ebenfurth – Wulkaprodersdorf – Sopron – Deutschkreutz | –                                     | ÖBB Infra GySEV        | ÖBB PV GySEV            | nur NV, siehe auch 511, 524 und 730 |
| 513            | Leobersdorf – Weissenbach-Neuhaus | Triestingtalbahn                      | ÖBB Infra              | ÖBB PV                  | Leobersdorfer Bahn, nur NV |
| 515            | Wien Oper – Wien Meidling Bf – Wiener Neudorf – Baden Josefsplatz | –                                     | WLB                    | WLB                     | Wiener Lokalbahn, Badener Bahn, nur NV |
| 520            | Wiener Neustadt – Aspang – Friedberg – Hartberg – Fehring | –                                     | ÖBB Infra              | ÖBB PV                  | Aspangbahn, Wechselbahn, Thermenbahn, nur NV                                                                                              |
| 521            | Wiener Neustadt – Bad Fischau-Brunn – Gutenstein | Piestingtal Bahn                      | ÖBB Infra              | ÖBB PV                  | Schneebergbahn, nur NV, siehe auch 522 |
| 522            | Wiener Neustadt – Bad Fischau-Brunn – Puchberg am Schneeberg | Puchberger Bahn                       | ÖBB Infra              | ÖBB PV                  | Schneebergbahn, nur NV, siehe auch 521 |
| 523            | Puchberg am Schneeberg – Hochschneeberg Bergbahnhof | –                                     | NÖVOG                  | NÖSBB                   | Schneebergbahn (Zahnradbahn), schmalspurige Zahnradbahn, nur Ausflugsverkehr                                                              |
| 524            | Wien Meidling – Wiener Neustadt – Sopron – Deutschkreutz | Mattersburger Bahn                    | ÖBB Infra              | ÖBB PV                  | Burgenlandbahn |
| 530            | Graz – Feldbach – Fehring – Szentgotthárd | Steirische Ostbahn                    | ÖBB Infra              | ÖBB PV                  | nur NV, |
| 531            | Gleisdorf – Weiz | –                                     | StLB                   | StLB                    | Weizer Bahn, nur NV, |
| 532            | Feldbach – Bad Gleichenberg | –                                     | StLB                   | StLB                    | Landesbahn Feldbach–Bad Gleichenberg, nur NV                                                                                              |
| 540            | Peggau-Deutschfeistritz – Übelbach | –                                     | StLB                   | StLB                    | Übelbacherbahn, nur NV, |
| 550            | Graz – Lieboch – Wettmannstätten – Wies-Eibiswald Graz – Lieboch – Köflach | –                                     | GKB                    | GKB                     | Köflacherbahn, Wieserbahn, Koralmbahn, nur NV,                                                                                            |
| 600            | Wien Hbf – Bruck a. d. Mur – Friesach – Klagenfurt – Villach – Tarvisio | Südbahn                               | ÖBB Infra              | ÖBB PV                  | auch Rudolfsbahn, Rosentalbahn, Drautalbahn, siehe auch 500, 501, 601                                                                     |
| 601            | Friesach – St. Veit a. d. Glan – Klagenfurt – Villach – Spittal-Millstättersee | –                                     | ÖBB Infra              | ÖBB PV                  | Rudolfsbahn, Drautalbahn, |
| 620            | Bad St. Leonhard – Wolfsberg – St. Paul – Bleiburg – Klagenfurt | Lavanttalbahn                         | ÖBB Infra              | ÖBB PV                  | Jauntalbahn, Drautalbahn, nur NV |
| 630            | Unzmarkt – Tamsweg | Murtalbahn                            | StLB                   | StLB                    | Schmalspurbahn, nur NV |
| 651            | St. Veit a. d. Glan – Feldkirchen in Kärnten – Villach – Rosenbach – Jesenice | –                                     | ÖBB Infra              | ÖBB PV                  | Rudolfsbahn, Villach–Rosenbach, |
| 660            | Klagenfurt – Rosenbach | –                                     | ÖBB Infra              | ÖBB PV                  | Rosentalbahn, , nur NV |
| 670            | Villach – Arnoldstein – Kötschach-Mauthen | Gailtalbahn                           | ÖBB Infra              | ÖBB PV                  | |
| 700            | Wien Meidling – Kledering – Parndorf Ort/(Hegyeshalom – Győr) – Neusiedl am See – Eisenstadt/Pamhagen                                                                                            | Ostbahn                               | ÖBB Infra NSB          | ÖBB PV                  | Pannoniabahn, Neusiedler Seebahn, FV Wien – Budapest, sonst NV, , siehe auch 701, 730 und 731                                             |
| 701            | Wien Meidling – Bruck a. d. Leitha – Parndorf – Bratislava | –                                     | ÖBB Infra              | ÖBB PV                  | Ostbahn, Marchegger Ostbahn, auch Züge über Marchegg, siehe auch 700                                                                      |
| 720            | Wien Hbf – Wien Grillgasse – Kledering – Traiskirchen Aspangbahn – Wiener Neustadt | Innere Aspangbahn                     | ÖBB Infra              | ÖBB PV                  | nur NV, Verkehr nur Montag bis Freitag, siehe auch 510                                                                                    |
| 730            | Neusiedl am See – Eisenstadt – Wulkaprodersdorf | PannoniaBahn                          | ÖBB Infra              | ÖBB PV                  | nur NV |
| 731            | Wien Hbf – Neusiedl am See – Pamhagen – Fertőszentmiklós | –                                     | ÖBB Infra NSB          | ÖBB PV GySEV            | Neusiedler Seebahn, nur NV, siehe auch 700                                                                                                |
| 800            | Wien Franz-Josefs-Bahnhof – Absdorf-Hippersdorf – Sigmundsherberg – Gmünd NÖ | Franz-Josefs-Bahn                     | ÖBB Infra              | ÖBB PV                  | nur NV, siehe auch 810 und 903 |
| 801            | Gmünd NÖ – Groß Gerungs | Waldviertelbahn                       | NÖVOG                  | NÖVOG                   | Schmalspurbahn, nur Ausflugsverkehr |
| 802            | Gmünd NÖ – Altnagelberg – … – Litschau … – Heidenreichstein | Waldviertelbahn                       | NÖVOG                  | NÖVOG                   | Schmalspurbahn, nur Ausflugsverkehr |
| 810            | Wien Franz-Josefs-Bahnhof – Tulln a.d.Donau – St. Pölten Wien Franz-Josefs-Bahnhof – Tulln a.d.Donau – Absdorf-Hippersdorf – Krems a.d. Donau Stockerau – Absdorf-Hippersdorf – Krems a.d. Donau | Franz-Josefs-Bahn                     | ÖBB Infra              | ÖBB PV                  | nur NV, , siehe auch 112 und 903 |
| 811            | Krems a.d. Donau – Emmersdorf a. d. Donau | Wachaubahn                            | NÖVOG                  | NÖVOG                   | nur Ausflugsverkehr |
| 820            | St. Pölten Hbf – Herzogenburg – Krems a.d. Donau – Hadersdorf am Kamp – Horn – Sigmundsherberg                                                                                                   | -                                     | ÖBB Infra              | ÖBB PV                  | Tullnerfelder Bahn, Herzogen-burg-Krems, Kamptalbahn, nur NV, siehe auch 810                                                              |
| 900            | Wien Hütteldorf/Mödling – Wien Meidling – Wien Hbf – Wien Floridsdorf – … – Gerasdorf – Wien Süßenbrunn … – Wien Strebersdorf                                                                    | S-Bahn Wien                           | ÖBB Infra              | ÖBB PV                  | nur NV, siehe auch 110, 510 und 907 |
| 901            | Wien Meidling – Wien Floridsdorf – Gänserndorf – … – Hohenau – Břeclav … – Marchegg | Nordbahn                              | ÖBB Infra              | ÖBB PV                  | , Gänserndorf – Marchegg nur NV, siehe auch 900                                                                                           |
| 902            | Wien Meidling/Wolfsthal – Wien Floridsdorf – Wolkersdorf – Mistelbach – Laa a. d. Thaya | Laaer Ostbahn                         | ÖBB Infra              | ÖBB PV                  | nur NV, , siehe auch 900, 907 |
| 903            | Wien Meidling – Wien Floridsdorf – Stockerau – … – Tullnerfeld … – Hollabrunn – Retz – Znojmo | Nordwestbahn                          | ÖBB Infra              | ÖBB PV                  | nur NV, , siehe auch 900 |
| 907            | Wien Floridsdorf/Wien Meidling – Flughafen Wien (VIE) – Wolfsthal | Flughafen S-Bahn                      | ÖBB Infra              | ÖBB PV                  | , siehe auch 900 |
| 910            | Wien Hbf – Wien Erzherzog-Karl-Straße – Marchegg – Bratislava | Marchegger Ostbahn                    | ÖBB Infra              | ÖBB PV                  | nur NV, siehe auch 900 |
| 912            | Obersdorf – Groß-Schweinbarth – … – Bad Pirawarth … – Gänserndorf | Weinviertel-Landesbahn                | ÖBB Infra              | ÖBB PV                  | Stammersdorfer Lokalbahn, nur NV |
| 917            | Wien Mitte CAT – Flughafen Wien (VIE) | –                                     | ÖBB Infra              | CAT                     | City Airport Train |
| 941            | Retz – Drosendorf | Reblaus Express                       | NÖVOG                  | NÖVOG                   | Lokalbahn Retz–Drosendorf, nur Ausflugsverkehr                                                                                            |
| 945            | Wien Handelskai – Wien Heiligenstadt – Wien Penzing – Wien Hütteldorf | Vorortelinie                          | ÖBB Infra              | ÖBB PV                  | nur S-Bahn-Verkehr, , siehe auch 110 |

## Fahrplanbilder 2014/2015
In gegenständliche Tabelle wurden die Schreibweise der Bahnhöfe und Haltestellen, der Streckenverlauf und weitere Angaben so übernommen, wie diese im Kursbuch 2014/2015 dargestellt sind. Nicht in Österreich liegende Bahnhöfe sind kursiv dargestellt.
| Fahrplan- bild | Strecke von – bis laut Kursbuch | Bezeichnung laut Kursbuch             | IB Legende siehe unten | EVU Legende siehe unten | Anmerkung Legende siehe unten |
| -------------- | --- | ------------------------------------- | ---------------------- | ----------------------- | --- |
| 100            | Flughafen Wien (VIE) – Wien Hbf – Wien Westbahnhof – St. Pölten – Linz | Westbahn                              | ÖBB Infra              | ÖBB PV WEST             | auch Pressburger Bahn, Ostbahn, Südbahn, siehe auch 110, 111                                                                              |
| 101            | Linz – Salzburg | Westbahn                              | ÖBB Infra              | ÖBB PV WEST             | , siehe auch 190 |
| 110            | Wien Westbf – Neulengbach – St. Pölten | Westbahn                              | ÖBB Infra              | ÖBB PV                  | nur NV, , siehe auch 111, 945 |
| 111            | Flughafen Wien (VIE) – Wien Hbf – Wien Westbf – Tullnerfeld – St. Pölten | Westbahn                              | ÖBB Infra              | ÖBB PV WEST             | Pressburger Bahn, Ostbahn, Südbahn, siehe auch 110                                                                                        |
| 112            | St. Pölten – Tullnerfeld – Tulln a.d. Donau – Wien Franz-Josefs-Bahnhof | –                                     | ÖBB Infra              | ÖBB PV                  | Tullnerfelder Bahn, Franz-Josefs-Bahn, nur NV, , siehe auch 118, 810                                                                      |
| 113            | St. Pölten – Traisen – … – Hainfeld … – Lilienfeld – Schrambach | Traisentalbahn                        | ÖBB Infra              | ÖBB PV                  | Leobersdorfer Bahn, nur NV |
| 115            | St. Pölten – Laubenbachmühle – Mariazell | Mariazellerbahn                       | NÖVOG                  | NÖVOG                   | elektrisch betriebene Schmalspurbahn, nur NV                                                                                              |
| 118            | St. Pölten – Herzogenburg – Krems a.d. Donau | –                                     | ÖBB Infra              | ÖBB PV                  | Tullnerfelder Bahn, Kremser Bahn, , nur NV                                                                                                |
| 120            | Pöchlarn – Scheibbs | Erlauftalbahn                         | ÖBB Infra              | ÖBB PV                  | nur NV |
| 130            | Amstetten – Kleinreifling – Selzthal | Gesäusebahn                           | ÖBB Infra              | ÖBB PV                  | Kronprinz Rudolf-Bahn, nur NV, Weißenbach-St. Gallen – Selzthal: lediglich an Samstagen, Sonn- und Feiertagen ein Zugpaar, siehe auch 131 |
| 131            | St. Valentin – Steyr – Kleinreifling – Selzthal | –                                     | ÖBB Infra              | ÖBB PV                  | Kronprinz Rudolf-Bahn, nur NV, siehe auch 130                                                                                             |
| 132            | Waidhofen a. d. Ybbs – Gstadt b. Waidhofen | Citybahn Waidhofen                    | NÖVOG                  | NÖVOG                   | Ybbstalbahn, Schmalspurbahn, nur NV |
| 133            | St. Valentin – Perg – Sarmingstein | Donauuferbahn                         | ÖBB Infra              | ÖBB PV                  | nur NV |
| 140            | Linz – Traun – Selzthal | Pyhrnbahn                             | ÖBB Infra              | ÖBB PV                  | |
| 141            | Linz – Pregarten – Summerau | Summerauer Bahn                       | ÖBB Infra              | ÖBB PV                  | nur NV |
| 142            | Linz Urfahr – Rottenegg – Aigen-Schlägl | Mühlkreisbahn                         | ÖBB Infra              | ÖBB PV                  | nur NV |
| 143            | Linz Hbf – Eferding – Niederspaching – … – Peuerbach … – Neumarkt-Kallham | –                                     | LILO                   | St&H                    | Linzer Lokalbahn, nur NV |
| 150            | Flughafen Wien (VIE) – Wien – Linz – Wels – Schärding – Passau | –                                     | ÖBB Infra              | ÖBB PV WEST             | Pressburger Bahn, Ostbahn, Südbahn, Westbahn, Passauer Bahn, siehe auch 100 und 101                                                       |
| 151            | Wien – Linz – Wels – Neumarkt-Kallham – Braunau am Inn – Simbach (Inn) | –                                     | ÖBB Infra              | ÖBB PV WEST             | Südbahn, Westbahn, Innviertelbahn, siehe auch 100, 101 und 150                                                                            |
| 152            | Wels – Aschach a. d. Donau | –                                     | ÖBB Infra              | ÖBB PV                  | Aschacher Bahn, lediglich zwei nicht täglich verkehrende Regionalzugpaare, siehe auch 150                                                 |
| 153            | Wels – Grünau im Almtal | Almtalbahn                            | ÖBB Infra              | ÖBB PV                  | nur NV |
| 160            | Lambach – Vorchdorf-Eggenberg | –                                     | St&H                   | St&H                    | Vorchdorferbahn, nur NV |
| 161            | Vorchdorf-Eggenberg – Gmunden Klosterplatz | –                                     | St&H                   | St&H                    | Traunseebahn, Elektrisch betriebene Schmalspurbahn, nur NV                                                                                |
| 170            | Attnang-Puchheim – Bad Ischl – Stainach-Irdning | Salzkammergutbahn                     | ÖBB Infra              | ÖBB PV                  | nur NV |
| 171            | Attnang-Puchheim – Ried im Innkreis – Schärding | –                                     | ÖBB Infra              | ÖBB PV                  | Salzkammergutbahn, nur NV |
| 172            | Vöcklabruck – Kammer-Schörfling | –                                     | ÖBB Infra              | ÖBB PV                  | Verkehr von Montag bis Freitag |
| 173            | St. Wolfgang Schafbergbf – Schafbergspitze | –                                     | SKGB                   | SKGB                    | Schafbergbahn, schmalspurige Zahnradbahn                                                                                                  |
| 174            | Gmunden Franz-Josef-Platz – Gmunden Bahnhof ÖBB (Vorplatz) | –                                     | St&H                   | St&H                    | Straßenbahn Gmunden, elektrisch betriebene Schmalspurstraßenbahn                                                                          |
| 180            | Vöcklamarkt – Attersee | –                                     | St&H                   | St&H                    | Attergaubahn, Elektrisch betriebene Schmalspurbahn, nur NV                                                                                |
| 190            | Salzburg – Steindorf bei Straßwalchen – Mattighofen – Braunau am Inn | Mattigtalbahn                         | ÖBB Infra              | ÖBB PV                  | nur NV, |
| 200            | Freilassing – Salzburg – Bischofshofen – Schwarzach-St. Veit – Saalfelden | Tauernbahn                            | ÖBB Infra              | ÖBB PV                  | korrekt Salzburg-Tiroler-Bahn, |
| 201            | Saalfelden – Wörgl – Innsbruck | –                                     | ÖBB Infra              | ÖBB PV                  | Salzburg-Tiroler-Bahn (Giselabahn), , siehe auch 300                                                                                      |
| 210            | Salzburg Hbf (Bahnsteige 11–12) – Bürmoos – … – Ostermiething … – Lamprechtshausen | –                                     | SLB                    | SLB                     | nur NV, |
| 220            | Salzburg – Schwarzach-St. Veit – Villach – Klagenfurt | Tauernbahn                            | ÖBB Infra              | ÖBB PV                  | Drautalbahn, Autoschleuse Tauernbahn (ASTB) Böckstein – Mallnitz-Obervellach, , siehe auch 200 und 601                                    |
| 223            | Spittal-Millstättersee – Lienz – San Candido/Innichen | Drautalbahn                           | ÖBB Infra              | ÖBB PV                  | |
| 230            | Zell am See – Krimml | –                                     | SLB                    | SLB                     | Pinzgauer Lokalbahn, Schmalspurbahn, nur NV                                                                                               |
| 250            | Bischofshofen – Stainach-Irdning – Selzthal – St. Michael – Leoben | Ennstalbahn                           | ÖBB Infra              | ÖBB PV                  | Rudolfsbahn, siehe auch 600 |
| 300            | Salzburg – Kufstein – Wörgl – Innsbruck – Brennero/Brenner | Brennerbahn                           | ÖBB Infra              | ÖBB PV                  | S-Bahn Tirol#S1 · S-Bahn Tirol#S2 · S-Bahn Tirol#S3 · S-Bahn Tirol#S4                                                                     |
| 301            | Jenbach – Innsbruck – … – Telfs-Pfaffenhofen … – Steinach in Tirol | –                                     | ÖBB Infra              | ÖBB PV                  | , siehe auch 410 |
| 310            | Jenbach Zillertalbahnhof – Mayrhofen im Zillertal | –                                     | ZB                     | ZB                      | Zillertalbahn, Schmalspurbahn, nur NV |
| 400            | Innsbruck – Bludenz | Arlbergbahn                           | ÖBB Infra              | ÖBB PV                  | , Landeck-Zams – Bludenz kein NV, siehe auch 410                                                                                          |
| 401            | Bludenz – Feldkirch – Buchs SG Bludenz – Feldkirch – Bregenz – Lindau St. Margrethen – Bregenz – Lindau                                                                                          | –                                     | ÖBB Infra              | ÖBB PV                  | Bahnstrecke Lindau–Bludenz, Bahnstrecke Feldkirch–Buchs,                                                                                  |
| 410            | Innsbruck – Ehrwald Zugspitzbahn – Reutte in Tirol – Pfronten-Steinach | Karwendelbahn                         | ÖBB Infra              | ÖBB PV DB Regio         | korrekte Bezeichnung Mittenwaldbahn, , nur NV, siehe auch 400                                                                             |
| 420            | Bludenz – Schruns | –                                     | MBS                    | MBS                     | Montafonerbahn, , nur NV |
| 500            | Wien Hbf – Wiener Neustadt – Mürzzuschlag – Bruck a. d. Mur | Südbahn Semmeringbahn                 | ÖBB Infra              | ÖBB PV                  | siehe auch 510 |
| 501            | Bruck a. d. Mur – Graz – Werndorf – Leibnitz/Wies-Eibiswald – Spielfeld-Straß … – Bad Radkersburg                                                                                                | Steirische Südbahn Radkersburger Bahn | ÖBB Infra              | ÖBB PV                  | S-Bahn Steiermark · S-Bahn Steiermark · S-Bahn Steiermark · S-Bahn Steiermark · S-Bahn Steiermark                                         |
| 510            | Wien Hbf – Wien Meidling – Wiener Neustadt – Payerbach-Reichenau | Südbahn                               | ÖBB Infra              | ÖBB PV                  | , siehe auch 511, 512, 720 und 900 |
| 511            | Wien Hbf – Wampersdorf – Ebenfurth – Wiener Neustadt | Pottendorfer Linie                    | ÖBB Infra              | ÖBB PV                  | , nur NV, siehe auch 900 und 910 |
| 512            | Wien Meidling – Ebenfurth – Wulkaprodersdorf – Sopron – Deutschkreutz | –                                     | ÖBB Infra GySEV        | ÖBB PV GySEV            | siehe auch 511, 524 und 730 |
| 513            | Leobersdorf – Weissenbach-Neuhaus | Triestingtalbahn                      | ÖBB Infra              | ÖBB PV                  | Leobersdorfer Bahn, nur NV |
| 515            | Wien Oper – Wien Meidling Bf – Wiener Neudorf – Baden Josefsplatz | –                                     | WLB                    | WLB                     | Wiener Lokalbahn, Badener Bahn, nur NV |
| 520            | Wiener Neustadt – Aspang – Friedberg – Hartberg – Fehring | –                                     | ÖBB Infra              | ÖBB PV                  | Aspangbahn, Wechselbahn, Thermenbahn, nur NV                                                                                              |
| 521            | Wiener Neustadt – Bad Fischau-Brunn – Gutenstein | Piestingtal Bahn                      | ÖBB Infra              | ÖBB PV                  | Schneebergbahn, nur NV, siehe auch 522 |
| 522            | Wiener Neustadt – Bad Fischau-Brunn – Puchberg am Schneeberg | Puchberger Bahn                       | ÖBB Infra              | ÖBB PV                  | Schneebergbahn, nur NV, siehe auch 521 |
| 523            | Puchberg am Schneeberg – Hochschneeberg Bergbahnhof | –                                     | NÖVOG                  | NÖSBB                   | Schneebergbahn (Zahnradbahn), schmalspurige Zahnradbahn, nur Ausflugsverkehr                                                              |
| 524            | Wien Meidling – Wiener Neustadt – Sopron – Deutschkreutz | Mattersburger Bahn                    | ÖBB Infra              | ÖBB PV                  | Burgenlandbahn |
| 530            | Graz – Feldbach – Fehring – Szentgotthárd | Steirische Ostbahn                    | ÖBB Infra              | ÖBB PV                  | nur NV, |
| 531            | Gleisdorf – Weiz | –                                     | StLB                   | StLB                    | Weizer Bahn, nur NV, |
| 532            | Feldbach – Bad Gleichenberg | –                                     | StLB                   | StLB                    | Landesbahn Feldbach–Bad Gleichenberg, nur NV                                                                                              |
| 540            | Peggau-Deutschfeistritz – Übelbach | –                                     | StLB                   | StLB                    | Übelbacherbahn, nur NV, |
| 550            | Graz – Lieboch – Wettmannstätten – Wies-Eibiswald Graz – Lieboch – Köflach | –                                     | GKB                    | GKB                     | Köflacherbahn, Wieserbahn, Koralmbahn, nur NV,                                                                                            |
| 600            | Wien Meidling – Bruck a. d. Mur – Friesach – Klagenfurt – Villach – Tarvisio | Südbahn                               | ÖBB Infra              | ÖBB PV                  | auch Rudolfsbahn, Rosentalbahn, Drautalbahn, siehe auch 500, 510, 601                                                                     |
| 601            | Friesach – St. Veit a. d. Glan – Klagenfurt – Villach – Spittal-Millstättersee | –                                     | ÖBB Infra              | ÖBB PV                  | Rudolfsbahn, Drautalbahn, |
| 620            | Bad St. Leonhard – Wolfsberg – St. Paul – Bleiburg – Klagenfurt | Lavanttalbahn                         | ÖBB Infra              | ÖBB PV                  | Jauntalbahn, Drautalbahn, nur NV |
| 630            | Unzmarkt – Tamsweg | Murtalbahn                            | StLB                   | StLB                    | Schmalspurbahn, nur NV |
| 651            | St. Veit a. d. Glan – Feldkirchen in Kärnten – Villach – Rosenbach – Jesenice | –                                     | ÖBB Infra              | ÖBB PV                  | Rudolfsbahn, Villach–Rosenbach, |
| 660            | Klagenfurt – Rosenbach | –                                     | ÖBB Infra              | ÖBB PV                  | Rosentalbahn, , nur NV |
| 670            | Villach – Arnoldstein – Kötschach-Mauthen | Gailtalbahn                           | ÖBB Infra              | ÖBB PV                  | |
| 700            | Wien Westbf/Wien Hbf – Kledering – Parndorf Ort/(Hegyeshalom – Győr) – Neusiedl am See – Eisenstadt/Pamhagen                                                                                     | Ostbahn                               | ÖBB Infra NSB          | ÖBB PV                  | Pannoniabahn, Neusiedler Seebahn, FV Wien – Budapest, sonst NV, , siehe auch 701, 730 und 731                                             |
| 701            | Wien Meidling – Bruck a. d. Leitha – Parndorf – Bratislava | –                                     | ÖBB Infra              | ÖBB PV                  | Ostbahn, Marchegger Ostbahn, nur NV, auch Züge über Marchegg, siehe auch 700                                                              |
| 720            | Wien Hbf – Wien Grillgasse – Kledering – Traiskirchen Aspangbahn – Wiener Neustadt | Innere Aspangbahn                     | ÖBB Infra              | ÖBB PV                  | nur NV, Verkehr nur Montag bis Freitag, siehe auch 510                                                                                    |
| 730            | Neusiedl am See – Eisenstadt – Wulkaprodersdorf – Wiener Neustadt | PannoniaBahn                          | ÖBB Infra              | ÖBB PV                  | nur NV |
| 731            | Wien Hbf – Neusiedl am See – Pamhagen – Fertőszentmiklós | –                                     | ÖBB Infra NSB          | ÖBB PV GySEV            | Neusiedler Seebahn, nur NV, siehe auch 700                                                                                                |
| 800            | Wien Franz-Josefs-Bahnhof – … Stockerau – … – Absdorf-Hippersdorf – Sigmundsherberg – Gmünd NÖ                                                                                                   | Franz-Josefs-Bahn                     | ÖBB Infra              | ÖBB PV                  | , nur NV, siehe auch 810 und 903 |
| 801            | Gmünd NÖ – Groß Gerungs | Waldviertelbahn                       | NÖVOG                  | NÖVOG                   | Schmalspurbahn, nur Ausflugsverkehr |
| 802            | Gmünd NÖ – Altnagelberg – … – Litschau … – Heidenreichstein | Waldviertelbahn                       | NÖVOG                  | NÖVOG                   | Schmalspurbahn, nur Ausflugsverkehr |
| 810            | Wien Franz-Josefs-Bahnhof – Tulln a.d.Donau – St. Pölten Wien Franz-Josefs-Bahnhof – Tulln a.d.Donau – Absdorf-Hippersdorf – Krems a.d. Donau Stockerau – Absdorf-Hippersdorf – Krems a.d. Donau | Franz-Josefs-Bahn                     | ÖBB Infra              | ÖBB PV                  | nur NV, , siehe auch 112 und 903 |
| 811            | Krems a.d. Donau – Emmersdorf a. d. Donau | Wachaubahn                            | NÖVOG                  | NÖVOG                   | Ausflugsverkehr |
| 820            | Krems a.d. Donau – Hadersdorf am Kamp – Sigmundsherberg | Kamptalbahn                           | ÖBB Infra              | ÖBB PV                  | nur NV, siehe auch 810 |
| 900            | Wien Hütteldorf – Wien Meidling – Wien Hbf – Wien Floridsdorf – … – Gerasdorf – Wien Süßenbrunn … – Wien Strebersdorf                                                                            | S-Bahn Wien                           | ÖBB Infra              | ÖBB PV                  | nur NV, siehe auch 110, 510 und 907 |
| 901            | Wien Westbahnhof – Wien Meidling – Wien Floridsdorf – Gänserndorf – … – Hohenau – Břeclav … – Marchegg                                                                                           | Nordbahn                              | ÖBB Infra              | ÖBB PV                  | , Gänserndorf – Marchegg nur NV, siehe auch 900                                                                                           |
| 902            | Wien Meidling – Wien Floridsdorf – Wolkersdorf – Mistelbach – Laa a. d. Thaya | Laaer Ostbahn                         | ÖBB Infra              | ÖBB PV                  | nur NV, , siehe auch 900 |
| 903            | Wien Meidling – Wien Floridsdorf – Stockerau – … – Absdorf-Hippersdorf … – Hollabrunn – Retz – Znojmo                                                                                            | Nordwestbahn                          | ÖBB Infra              | ÖBB PV                  | nur NV, , siehe auch 900 |
| 907            | Wien Floridsdorf/Wien Meidling – Flughafen Wien (VIE) – Wolfsthal | Flughafen S-Bahn                      | ÖBB Infra              | ÖBB PV                  | , siehe auch 900 |
| 910            | Wien Meidling – Wien Erzherzog-Karl-Straße – Marchegg – Bratislava | Marchegger Ostbahn                    | ÖBB Infra              | ÖBB PV                  | nur NV, |
| 912            | Obersdorf – Groß-Schweinbarth – … – Bad Pirawarth … – Gänserndorf | Weinviertel-Landesbahn                | ÖBB Infra              | ÖBB PV                  | Stammersdorfer Lokalbahn, nur NV |
| 917            | Wien Mitte CAT – Flughafen Wien (VIE) | –                                     | ÖBB Infra              | CAT                     | City Airport Train |
| 941            | Retz – Drosendorf | Reblaus Express                       | NÖVOG                  | NÖVOG                   | Lokalbahn Retz–Drosendorf, nur Ausflugsverkehr                                                                                            |
| 945            | Wien Handelskai – Wien Heiligenstadt – Wien Penzing – Wien Hütteldorf | Vorortelinie                          | ÖBB Infra              | ÖBB PV                  | nur S-Bahn-Verkehr, , siehe auch 110 |
| 995            | Strobl – St. Gilgen | Wolfgangseeschifffahrt                | -                      | SLB                     | |

## Fahrplanbilder 1998/1999
In gegenständliche Tabelle wurden die Schreibweise der Bahnhöfe und Haltestellen, der Streckenverlauf und weitere Angaben so übernommen, wie diese im Kursbuch 1998/1999 dargestellt sind. Nicht in Österreich liegende Bahnhöfe sind kursiv dargestellt. Die Umstellung von diesem Bezeichnungssystem auf die dreistelligen Kursbuchnummern erfolgte zum Fahrplanwechsel 2001/2002.
| Fahrplan- bild | Strecke von – bis laut Kursbuch | Bezeichnung laut Kursbuch | IB Legende siehe unten | EVU Legende siehe unten | Anmerkung Legende siehe unten                                           |
| -------------- | --- | ------------------------- | ---------------------- | ----------------------- | ----------------------------------------------------------------------- |
| 1              | Wien Westbf – Linz – Salzburg |                           | ÖBB                    | ÖBB                     |                                                                         |
| 2              | Salzburg – Bischofshofen – Schwarzach-St. Veit – Wörgl – Innsbruck                                                                                         |                           | ÖBB                    | ÖBB                     |                                                                         |
| 3              | Salzburg – Kufstein / Zell am See – Schwarzach-St. Veit – Wörgl – Innsbruck – Brennero/Brenner                                                             |                           | ÖBB                    | ÖBB                     |                                                                         |
| 4              | Innsbruck – Feldkirch – Buchs SG Innsbruck – Feldkirch – Bregenz – Lindau St. Margrethen – Bregenz – Lindau                                                |                           | ÖBB                    | ÖBB                     |                                                                         |
| 5              | Wien Südbf – Baden – Wiener Neustadt – Bruck an der Mur – Graz – Spielfeld-Straß                                                                           |                           | ÖBB                    | ÖBB                     |                                                                         |
| 6              | Wien Südbf – Bruck an der Mur – Klagenfurt – Villach – Tarvisio                                                                                            |                           | ÖBB                    | ÖBB                     |                                                                         |
| 7              | Wien Westbf / Wien Südbf / Wien Hütteldorf – Kledering – Parndorf Ort – … – Neusiedl am See … – Parndorf – Bratislava-Petržalka … – Parndorf – Hegyeshalom |                           | ÖBB                    | ÖBB                     |                                                                         |
| 8              | Wien Franz-Josefs-Bhf / Wien Nord – Absdorf-Hippersdorf – Gmünd NÖ                                                                                         |                           | ÖBB                    | ÖBB                     |                                                                         |
| 9              | Wien Westbf / Wien Meidling – Wien Mitte – Wien Nord – Floridsdorf … – Stockerau – Hollabrunn … – Leopoldau – Mistelbach … – Leopoldau – Gänserndorf       |                           | ÖBB                    | ÖBB                     |                                                                         |
| 10             | Wien Westbf – St. Pölten |                           | ÖBB                    | ÖBB                     |                                                                         |
| 10a            | Wien Hütteldorf – Penzing – Heiligenstadt – Handelskai | Vorortelinie              | ÖBB                    | ÖBB                     |                                                                         |
| 11             | St. Pölten – Herzogenburg – … – Krems an der Donau … – Tulln                                                                                               |                           | ÖBB                    | ÖBB                     |                                                                         |
| 11a            | St. Pölten – Traisen – Hainfeld – Leobersdorf St. Pölten – Traisen – Freiland – … – Türnitz … – Markt St. Aegyd a. N.                                      |                           | ÖBB                    | ÖBB                     | Leobersdorfer Bahn                                                      |
| 11b            | St. Pölten – Laubenbachmühle – Mariazell |                           | ÖBB                    | ÖBB                     | elektrisch betriebene Schmalspurbahn                                    |
| 11c            | Ober-Grafendorf – Wieselburg |                           | ÖBB                    | ÖBB                     | Lokalbahn Ober-Grafendorf–Gresten, Schmalspurbahn                       |
| 12             | Pöchlarn – Kienberg-Gaming |                           | ÖBB                    | ÖBB                     | Erlauftalbahn                                                           |
| 13             | Amstetten / St. Valentin – Kleinreifling – Selzthal |                           | ÖBB                    | ÖBB                     |                                                                         |
| 13a            | Waidhofen a. d. Ybbs – Gstadt – … – Ybbsitz … – Lunz am See                                                                                                |                           | ÖBB                    | ÖBB                     | Ybbstalbahn, Schmalspurbahn                                             |
| 13b            | Hieflau – Eisenerz |                           | ÖBB                    | ÖBB                     | Erzbergbahn                                                             |
| 14             | Linz / Bischofshofen – Selzthal – St. Michael – Bruck an der Mur – Graz                                                                                    |                           | ÖBB                    | ÖBB                     |                                                                         |
| 14a            | Linz – Traun – … – Rohr-Bad Hall – Kirchdorf an der Krems – … – Marchtrenk                                                                                 |                           | ÖBB                    | ÖBB                     |                                                                         |
| 14b            | Linz Urfahr – Aigen-Schlägl |                           | ÖBB                    | ÖBB                     | Mühlkreisbahn                                                           |
| 14c            | Linz Lokalbahn – Eferding – Niederspaching – … – Peuerbach … – Neumarkt-Kallham                                                                            |                           | LILO                   | St&H                    | Linzer Lokalbahn                                                        |
| 14d            | Linz – Summerau |                           | ÖBB                    | ÖBB                     | Summerauer Bahn                                                         |
| 15             | Wels – Neumarkt-Kallham – … – Schärding – Passau– … – Braunau am Inn – Simbach (Inn)                                                                       |                           | ÖBB                    | ÖBB                     |                                                                         |
| 15a            | Wels – Aschach a. d. Donau |                           | ÖBB                    | ÖBB                     | Aschacher Bahn                                                          |
| 15b            | Wels – Grünau im Almtal |                           | ÖBB                    | ÖBB                     | Almtalbahn                                                              |
| 16a            | Lambach – Vorchdorf-Eggenberg |                           | ÖBB St&H               | St&H                    | Vorchdorferbahn                                                         |
| 16b            | Vorchdorf-Eggenberg – Gmunden Seebf | Traunseebahn              | St&H                   | St&H                    | elektrisch betriebene Schmalspurbahn                                    |
| 16c            | Lambach – Haag am Hausruck | Haager Lies               | ÖBB St&H               | St&H                    |                                                                         |
| 17             | Attnang-Puchheim – Stainach-Irdning |                           | ÖBB                    | ÖBB                     | Salzkammergutbahn                                                       |
| 17a            | Attnang-Puchheim – Schärding |                           | ÖBB                    | ÖBB                     |                                                                         |
| 17b            | Vöcklabruck – Kammer-Schörfling |                           | ÖBB                    | ÖBB                     |                                                                         |
| 17c            | St. Wolfgang Schafbergbf – Schafbergspitze |                           | ÖBB                    | ÖBB                     | Schafbergbahn                                                           |
| 18             | Vöcklamarkt – Attersee | Attergaubahn              | St&H                   | St&H                    | elektrisch betriebene Schmalspurbahn                                    |
| 19             | Steindorf bei Straßwalchen – Braunau am Inn |                           | ÖBB                    | ÖBB                     |                                                                         |
| 21             | Salzburg Lokalbahn – Bürmoos – … – Trimmelkam … – Lamprechtshausen                                                                                         |                           | SLB                    | SLB                     |                                                                         |
| 22             | Salzburg – Schwarzach-St. Veit – Villach – … – Klagenfurt … – Jesenice                                                                                     |                           | ÖBB                    | ÖBB                     |                                                                         |
| 22a            | Spittal-Millstättersee – Lienz – San Candido/Innichen |                           | ÖBB                    | ÖBB                     |                                                                         |
| 23             | Zell am See – Krimml |                           | ÖBB                    | ÖBB                     | Pinzgauer Lokalbahn, Schmalspurbahn                                     |
| 31             | Jenbach Zillertalbahnhof – Mayrhofen |                           | ZB                     | ZB                      | Zillertalbahn, Schmalspurbahn                                           |
| 31a            | Jenbach – Achensee |                           | ASB                    | ASB                     | Achenseebahn, Schmalspurige dampfbetriebene Zahnradbahn                 |
| 32             | Innsbruck – Fulpmes |                           | IVB                    | IVB                     | Stubaitalbahn, elektrisch betriebene Schmalspurbahn                     |
| 41             | Innsbruck – Ehrwald Zugspitzbahn – Reutte in Tirol – Pfronten-Steinach                                                                                     |                           | ÖBB                    | ÖBB                     |                                                                         |
| 42             | Bludenz – Schruns | Montafonerbahn            | MBS                    | MBS                     |                                                                         |
| 50             | Wien Südbf – Wien Meidling – Baden – Wiener Neustadt |                           | ÖBB                    | ÖBB                     |                                                                         |
| 51             | Wien Südbf / Gramatneusiedl – Wampersdorf – Ebenfurth – Wiener Neustadt                                                                                    |                           | ÖBB                    | ÖBB                     |                                                                         |
| 51a            | Wien Oper – Wien Philadelphiabrücke – Traiskirchen Lokalbahn – Baden                                                                                       |                           | WLB                    | WLB                     | Badner Bahn                                                             |
| 52             | Wiener Neustadt – Friedberg – Oberwart Wiener Neustadt – Friedberg – Fehring – Graz Szentgotthárd – Fehring – Graz                                         |                           | ÖBB                    | ÖBB                     |                                                                         |
| 52a            | Feldbach – Bad Gleichenberg |                           | StLB                   | StLB                    | Landesbahn Feldbach–Bad Gleichenberg                                    |
| 52b            | Gleisdorf – Weiz |                           | StLB                   | StLB                    | Weizer Bahn                                                             |
| 52c            | Wiener Neustadt – Wöllersdorf – Gutenstein |                           | ÖBB                    | ÖBB                     | Piestingtal Bahn                                                        |
| 52d            | Wiener Neustadt – Puchberg am Schneeberg |                           | ÖBB                    | ÖBB                     | Puchberger Bahn                                                         |
| 52e            | Puchberg am Schneeberg – Berghaus Hochschneeberg |                           | ÖBB                    | ÖBB                     | Schneebergbahn (Zahnradbahn), schmalspurige dampfbetriebene Zahnradbahn |
| 52f            | Wiener Neustadt – Mattersburg – Sopron – Lackenbach Ebenfurth – Wulkaprodersdorf – Sopron                                                                  |                           | ÖBB GySEV              | ÖBB                     |                                                                         |
| 54             | Peggau-Deutschfeistritz – Übelbach |                           | StLB                   | StLB                    | Übelbacherbahn                                                          |
| 55             | Graz – Lieboch – … – Wies-Eibiswald … – Köflach |                           | GKB                    | GKB                     |                                                                         |
| 56             | Spielfeld-Straß – Bad Radkersburg |                           | ÖBB                    | ÖBB                     |                                                                         |
| 61             | Leoben – Vordernberg Markt |                           | ÖBB                    | ÖBB                     |                                                                         |
| 62             | Zeltweg – St. Paul – Bleiburg – Klagenfurt |                           | ÖBB                    | ÖBB                     |                                                                         |
| 63             | Unzmarkt – Tamsweg | Murtalbahn                | StLB                   | StLB                    | Schmalspurbahn                                                          |
| 65             | St. Veit a. d. Glan – Feldkirchen in Kärnten – Villach |                           | ÖBB                    | ÖBB                     |                                                                         |
| 66             | Klagenfurt – Rosenbach |                           | ÖBB                    | ÖBB                     | Rosentalbahn                                                            |
| 67             | Arnoldstein – Kötschach-Mauthen |                           | ÖBB                    | ÖBB                     |                                                                         |
| 70             | Wien Südbf – Erzherzog-Karl-Straße – Hausfeldstraße |                           | ÖBB                    | ÖBB                     |                                                                         |
| 71             | Wien Südbf / Wien Nord – Gerasdorf – Wolkersdorf – Mistelbach – Laa an der Thaya Stadt                                                                     |                           | ÖBB                    | ÖBB                     |                                                                         |
| 71a            | Wien Südbf – Erzherzog-Karl-Straße – Siebenbrunn-Leopoldsdorf – … – Engelhartstetten … – Marchegg                                                          |                           | ÖBB                    | ÖBB                     |                                                                         |
| 72             | Wien Südbf – Kledering – Traiskirchen Aspangbahn – Wiener Neustadt                                                                                         |                           | ÖBB                    | ÖBB                     |                                                                         |
| 73             | Neusiedl am See – Eisenstadt – Wulkaprodersdorf |                           | ÖBB                    | ÖBB                     |                                                                         |
| 73a            | Neusiedl am See – Pamhagen – Fertőszentmiklós |                           | GySEV                  | GySEV                   |                                                                         |
| 80             | Wien Franz-Josefs-Bhf – Tulln – … – Tulln Stadt … – Absdorf-Hippersdorf – Krems a.d. Donau Wien Nord – Absdorf-Hippersdorf – Krems a.d. Donau              |                           | ÖBB                    | ÖBB                     |                                                                         |
| 81             | Krems a.d. Donau – St. Valentin |                           | ÖBB                    | ÖBB                     | Donauuferbahn                                                           |
| 82             | Krems a.d. Donau – Hadersdorf am Kamp – Sigmundsherberg |                           | ÖBB                    | ÖBB                     |                                                                         |
| 83             | Schwarzenau – Zwettl |                           | ÖBB                    | ÖBB                     | Bahnstrecke Schwarzenau–Martinsberg-Gutenbrunn                          |
| 83a            | Schwarzenau – Waidhofen a.d. Thaya |                           | ÖBB                    | ÖBB                     | Thayatalbahn                                                            |
| 84             | Gmünd NÖ – Groß Gerungs |                           | ÖBB                    | ÖBB                     | Schmalspurbahn                                                          |
| 92             | Wien Nord – Wien Mitte – Flughafen Wien-Schwechat – Wolfsthal                                                                                              |                           | ÖBB                    | ÖBB                     |                                                                         |
| 93             | Wien Nord / Wien Südbf – Süßenbrunn – Gänserndorf – Břeclav                                                                                                |                           | ÖBB                    | ÖBB                     |                                                                         |
| 93a            | Obersdorf / Gänserndorf – Groß-Schweinbarth – Bad Pirawarth – … – Gaweinstal Brünnerstraße … – Hohenruppersdorf                                            |                           | ÖBB                    | ÖBB                     |                                                                         |
| 93b            | Gänserndorf – Marchegg |                           | ÖBB                    | ÖBB                     | Bahnstrecke Gänserndorf–Marchegg                                        |
| 94             | Wien Nord – Stockerau – Hollabrunn – Retz – … – Drosendorf … – Znojmo                                                                                      |                           | ÖBB                    | ÖBB                     |                                                                         |
| 94a            | Stockerau – Absdorf-Hippersdorf |                           | ÖBB                    | ÖBB                     | Bahnstrecke Absdorf-Hippersdorf–Stockerau                               |

## Fahrplanbilder 1976/1977
In gegenständliche Tabelle wurden die Schreibweise der Bahnhöfe und Haltestellen, der Streckenverlauf und weitere Angaben so übernommen, wie diese im Kursbuch 1976/1977 dargestellt sind. Nicht in Österreich liegende Bahnhöfe sind kursiv dargestellt.
| Fahrplan- bild | Strecke von – bis laut Kursbuch | Bezeichnung laut Kursbuch | IB Legende siehe unten | EVU Legende siehe unten | Anmerkung Legende siehe unten                                                                               |
| -------------- | --- | ------------------------- | ---------------------- | ----------------------- | --- |
| 1              | Wien Westbf – Linz – Salzburg |                           | ÖBB                    | ÖBB                     | |
| 2              | Salzburg – Bischofshofen – Schwarzach-St. Veit – Wörgl – Innsbruck                                                                  |                           | ÖBB                    | ÖBB                     | |
| 3              | Kufstein – Wörgl – Innsbruck – Brennero/Brenner                                                                                     |                           | ÖBB                    | ÖBB                     | |
| 4              | Innsbruck – Feldkirch – Buchs SG Innsbruck – Feldkirch – Bregenz – Lindau                                                           |                           | ÖBB                    | ÖBB                     | |
| 5              | Wien Südbf – Mürzzuschlag – Bruck an der Mur – Graz – Spielfeld-Straß                                                               |                           | ÖBB                    | ÖBB                     | |
| 6              | Wien Südbf – Bruck an der Mur – Klagenfurt – Villach – Tarvisio                                                                     |                           | ÖBB                    | ÖBB                     | |
| 7              | Wien Westbf / Wien Südbf – Gramatneusiedl – Götzendorf – … – Mannersdorf … – Parndorf – Hegyeshalom                                 |                           | ÖBB                    | ÖBB                     | |
| 8              | Wien Franz-Josefs-Bhf / Wien Mitte – Absdorf-Hippersdorf – Gmünd NÖ                                                                 |                           | ÖBB                    | ÖBB                     | |
| 9              | Meidling – Wien Mitte – Wien Nord – Floridsdorf … – Gänserndorf … – Gänserndorf                                                     |                           | ÖBB                    | ÖBB                     | |
| 10             | Wien Westbf – St. Pölten |                           | ÖBB                    | ÖBB                     | |
| 11             | St. Pölten – Herzogenburg – … – Krems an der Donau … – Tulln                                                                        |                           | ÖBB                    | ÖBB                     | |
| 11a            | St. Pölten – Traisen – Hainfeld – Leobersdorf St. Pölten – Traisen – Freiland – … – Türnitz … – Kernhof                             |                           | ÖBB                    | ÖBB                     | Leobersdorfer Bahn                                                                                          |
| 11b            | St. Pölten – Ober-Grafendorf – … – Wieselburg – Gresten … – Mariazell – Gußwerk                                                     |                           | ÖBB                    | ÖBB                     | Schmalspurbahn; St. Pölten-Gußwerk: Elektrischer Betrieb                                                    |
| 12             | Pöchlarn – Kienberg-Gaming |                           | ÖBB                    | ÖBB                     | Erlauftalbahn                                                                                               |
| 12a            | Waidhofen a. d. Ybbs – Gstadt – … – Ybbsitz … – Kienberg-Gaming                                                                     |                           | ÖBB                    | ÖBB                     | Ybbstalbahn, Schmalspurbahn                                                                                 |
| 13             | Amstetten / St. Valentin – Kleinreifling – Selzthal – Bischofshofen                                                                 |                           | ÖBB                    | ÖBB                     | |
| 13a            | Garsten – Klaus |                           | ÖBB                    | ÖBB                     | Steyrtalbahn, Dampfbetriebene Schmalspurbahn                                                                |
| 13b            | Hieflau – Eisenerz |                           | ÖBB                    | ÖBB                     | Erzbergbahn                                                                                                 |
| 14             | Linz – Selzthal – St. Michael – Bruck an der Mur – Graz                                                                             |                           | ÖBB                    | ÖBB                     | |
| 14a            | Linz – Summerau |                           | ÖBB                    | ÖBB                     | Summerauer Bahn                                                                                             |
| 14b            | Linz Urfahr – Aigen-Schlägl |                           | ÖBB                    | ÖBB                     | Mühlkreisbahn                                                                                               |
| 14c            | Linz Lokalbahn – Eferding – Niederspaching – … – Peuerbach … – Neumarkt-Kallham                                                     |                           | LILO                   | St&H                    | Linzer Lokalbahn                                                                                            |
| 15             | Wels – Neumarkt-Kallham – … – Schärding – Passau– … – Braunau am Inn – Simbach (Inn)                                                |                           | ÖBB                    | ÖBB                     | |
| 15a            | Wels – Aschach a. d. Donau |                           | ÖBB                    | ÖBB                     | Aschacher Bahn                                                                                              |
| 15b            | Wels – Grünau im Almtal |                           | ÖBB                    | ÖBB                     | Almtalbahn                                                                                                  |
| 16             | Lambach – Gmunden Seebf |                           | ÖBB                    | ÖBB                     | Lokalbahn Lambach–Gmunden                                                                                   |
| 16a            | Lambach – Vorchdorf-Eggenberg – Gmunden Seebf                                                                                       |                           | ÖBB St&H               | St&H                    | Vorchdorferbahn, Traunseebahn (Schmalspurbahn)                                                              |
| 16b            | Lambach – Haag am Hausruck |                           | ÖBB St&H               | St&H                    | Haager Lies                                                                                                 |
| 17             | Attnang-Puchheim – Stainach-Irdning                                                                                                 |                           | ÖBB                    | ÖBB                     | Salzkammergutbahn                                                                                           |
| 17a            | Attnang-Puchheim – Schärding |                           | ÖBB                    | ÖBB                     | |
| 17b            | Vöcklabruck – Kammer-Schörfling |                           | ÖBB                    | ÖBB                     | |
| 17c            | Schafbergbahn |                           | ÖBB                    | ÖBB                     | |
| 18             | Vöcklamarkt – Attersee |                           | St&H                   | St&H                    | Attergaubahn, elektrisch betriebene Schmalspurbahn                                                          |
| 19             | Steindorf bei Straßwalchen – Braunau am Inn                                                                                         |                           | ÖBB                    | ÖBB                     | |
| 21             | Salzburg – Bürmoos – … – Trimmelkam Haltestelle … – Lamprechtshausen                                                                |                           | SLB                    | SLB                     | |
| 22             | Salzburg – Schwarzach-St. Veit – Villach – … – Klagenfurt … – Jesenice                                                              |                           | ÖBB                    | ÖBB                     | |
| 22a            | Spittal-Millstättersee – Lienz – San Candido/Innichen – Innsbruck                                                                   |                           | ÖBB                    | ÖBB                     | |
| 23             | Zell am See – Krimml |                           | ÖBB                    | ÖBB                     | Pinzgauer Lokalbahn, Schmalspurbahn                                                                         |
| 31             | Jenbach Zillertalbahnhof – Mayrhofen                                                                                                |                           | ZB                     | ZB                      | Zillertalbahn, Schmalspurbahn                                                                               |
| 31a            | Jenbach – Achensee |                           | ASB                    | ASB                     | Achenseebahn, Schmalspurige dampfbetriebene Zahnradbahn                                                     |
| 32             | Innsbruck – Fulpmes |                           | IVB                    | IVB                     | Stubaitalbahn, elektrisch betriebene Schmalspurbahn                                                         |
| 41             | Innsbruck – Scharnitz – Griesen – Ehrwald Zugspitzbahn – Reutte in Tirol – Pfronten-Steinach                                        |                           | ÖBB                    | ÖBB                     | |
| 42             | Bludenz – Schruns |                           | MBS                    | MBS                     | Montafonerbahn                                                                                              |
| 43             | Feldkirch – St. Margrethen |                           | ÖBB                    | ÖBB                     | |
| 43a            | Bregenz – Bezau |                           | ÖBB                    | ÖBB                     | Bregenzerwaldbahn                                                                                           |
| 50             | Wien Südbf – Baden – Wiener Neustadt                                                                                                |                           | ÖBB                    | ÖBB                     | |
| 51             | Wien Südbf / Gramatneusiedl – Wampersdorf – Ebenfurth – Wiener Neustadt                                                             |                           | ÖBB                    | ÖBB                     | |
| 51a            | Wien Oper – Wien Philadelphiabrücke – Traiskirchen Lokalbahn – Baden                                                                |                           | WLB                    | WLB                     | Badner Bahn                                                                                                 |
| 52             | Wiener Neustadt – Friedberg – Bierbaum – … – Neudau … – Fehring – Graz Szentgotthárd – Fehring – Graz                               |                           | ÖBB                    | ÖBB                     | |
| 52a            | Friedberg – Oberwart – … – Oberschützen … – Rechnitz                                                                                |                           | ÖBB                    | ÖBB                     | |
| 52b            | Feldbach – Bad Gleichenberg |                           | StLB                   | StLB                    | Landesbahn Feldbach–Bad Gleichenberg                                                                        |
| 52c            | Gleisdorf – Weiz – Birkfeld |                           | StLB                   | StLB                    | Weizer Bahn, Feistritztalbahn (Schmalspurbahn)                                                              |
| 52d            | Wiener Neustadt / Leobersdorf – Wöllersdorf – Gutenstein                                                                            |                           | ÖBB                    | ÖBB                     | Piestingtal Bahn                                                                                            |
| 52e            | Wiener Neustadt – Puchberg am Schneeberg                                                                                            |                           | ÖBB                    | ÖBB                     | Puchberger Bahn                                                                                             |
| 52f            | Puchberg am Schneeberg – Berghaus Hochschneeberg                                                                                    |                           | ÖBB                    | ÖBB                     | Schneebergbahn (Zahnradbahn), schmalspurige dampfbetriebene Zahnradbahn                                     |
| 53             | Mürzzuschlag – Neuberg |                           | ÖBB                    | ÖBB                     | Lokalbahn Mürzzuschlag–Neuberg                                                                              |
| 54             | Peggau-Deutschfeistritz – Übelbach                                                                                                  |                           | StLB                   | StLB                    | Übelbacherbahn                                                                                              |
| 55             | Graz – Lieboch – … – Wies-Eibiswald … – Köflach                                                                                     |                           | GKB                    | GKB                     | |
| 56             | Spielfeld-Straß – Bad Radkersburg                                                                                                   |                           | ÖBB                    | ÖBB                     | |
| 61             | Leoben – Vordernberg – Eisenerz – Hieflau                                                                                           |                           | ÖBB                    | ÖBB                     | |
| 62             | Zeltweg – St. Paul – … – Lavamünd – … – Bleiburg – Klagenfurt                                                                       |                           | ÖBB                    | ÖBB                     | |
| 63             | Unzmarkt – Mauterndorf |                           | StLB                   | StLB                    | Murtalbahn, Schmalspurbahn                                                                                  |
| 64             | St. Veit a. d. Glan – Hüttenberg |                           | ÖBB                    | ÖBB                     | |
| 65             | St. Veit a. d. Glan – Feldkirchen in Kärnten – Villach                                                                              |                           | ÖBB                    | ÖBB                     | |
| 66             | Klagenfurt – Rosenbach |                           | ÖBB                    | ÖBB                     | Rosentalbahn                                                                                                |
| 67             | Arnoldstein – Kötschach-Mauthen |                           | ÖBB                    | ÖBB                     | |
| 70             | Wien Südbf – Erzherzog-Karl-Straße – Hausfeldstraße                                                                                 |                           | ÖBB                    | ÖBB                     | |
| 71             | Wien Südbf – Stadlau – Laa an der Thaya                                                                                             |                           | ÖBB                    | ÖBB                     | |
| 71a            | Wien Südbf – Stadlau – Siebenbrunn-Leopoldsdorf – … – Engelhartstetten … – Marchegg                                                 |                           | ÖBB                    | ÖBB                     | |
| 72             | Parndorf – Neusiedl am See – … – Pamhagen … – Eisenstadt – Wulkaprodersdorf – Sopron Wiener Neustadt – Sopron – Rattersdorf-Liebing |                           | ÖBB GySEV              | ÖBB GySEV               | |
| 80             | Wien Franz-Josefs-Bhf – Tulln – … – Tulln Stadt … – Absdorf-Hippersdorf – Krems a.d. Donau                                          |                           | ÖBB                    | ÖBB                     | |
| 81             | Wien Franz-Josefs-Bhf – Absdorf-Hippersdorf / Sigmundsherberg – Hadersdorf am Kamp – Krems a.d. Donau – St. Valentin                |                           | ÖBB                    | ÖBB                     | Donauuferbahn                                                                                               |
| 82             | Göpfritz – Raabs |                           | ÖBB                    | ÖBB                     | Lokalbahn Göpfritz–Raabs                                                                                    |
| 83             | Schwarzenau – Martinsberg-Gutenbrunn                                                                                                |                           | ÖBB                    | ÖBB                     | Bahnstrecke Schwarzenau–Martinsberg-Gutenbrunn                                                              |
| 83a            | Schwarzenau – Fratres |                           | ÖBB                    | ÖBB                     | Thayatalbahn                                                                                                |
| 84             | Gmünd NÖ – Groß Gerungs |                           | ÖBB                    | ÖBB                     | Waldviertler Schmalspurbahnen                                                                               |
| 84a            | Gmünd NÖ – … – Litschau … – Heidenreichstein                                                                                        |                           | ÖBB                    | ÖBB                     | Waldviertler Schmalspurbahnen                                                                               |
| 91             | Wien Nord – Wien Mitte – Zentralfriedhof – Wiener Neustadt                                                                          |                           | ÖBB                    | ÖBB                     | Aspangbahn                                                                                                  |
| 92             | Wien Nord – Wien Mitte – Wolfsthal                                                                                                  |                           | ÖBB                    | ÖBB                     | |
| 93             | Wien Nord / Wien Südbf – Süßenbrunn – Gänserndorf – … – Břeclav … – Marchegg                                                        |                           | ÖBB                    | ÖBB                     | |
| 93a            | Gänserndorf – Mistelbach Lokalbahn                                                                                                  |                           | ÖBB                    | ÖBB                     | Lokalbahn Gänserndorf–Mistelbach                                                                            |
| 93b            | Drösing – Zistersdorf |                           | ÖBB                    | ÖBB                     | Lokalbahn Drösing–Zistersdorf                                                                               |
| 93c            | Mistelbach Lokalbahn / Enzersdorf bei Staatz – Dobermannsdorf – Hohenau                                                             |                           | ÖBB                    | ÖBB                     | Lokalbahn Korneuburg–Hohenau, Bahnstrecke Dobermannsdorf–Poysdorf, Lokalbahn Enzersdorf bei Staatz–Poysdorf |
| 93d            | Stammersdorf – Dobermannsdorf |                           | ÖBB                    | ÖBB                     | Stammersdorfer Lokalbahn                                                                                    |
| 94             | Wien Nord – Stockerau – Hollabrunn – Retz – Drosendorf                                                                              |                           | ÖBB                    | ÖBB                     | |
| 94a            | Korneuburg – Mistelbach |                           | ÖBB                    | ÖBB                     | Lokalbahn Korneuburg–Hohenau                                                                                |
| 94b            | Stockerau – Absdorf-Hippersdorf |                           | ÖBB                    | ÖBB                     | Bahnstrecke Absdorf-Hippersdorf–Stockerau                                                                   |
| 94c            | Laa an der Thaya – Sigmundsherberg                                                                                                  |                           | ÖBB                    | ÖBB                     | Pulkautalbahn                                                                                               |

## Fahrplanbilder 1951/1952
In gegenständliche Tabelle wurden die Schreibweise der Bahnhöfe und Haltestellen, der Streckenverlauf und weitere Angaben so übernommen, wie diese im Kursbuch 1951/1952 dargestellt sind. Nicht in Österreich liegende Bahnhöfe sind kursiv dargestellt.
| Fahrplan- bild | Strecke von – bis laut Kursbuch                                                                             | Anmerkung Legende siehe unten                                               |
| -------------- | --- | --------------------------------------------------------------------------- |
| 1              | Wien – Innsbruck – Buchs SG – Basel – Paris                                                                 |                                                                             |
| 1a             | Feldkirch – Bregenz – Lindau – Paris Est                                                                    |                                                                             |
| 1b             | Schwarzach-St. Veit – Villach – Beograd                                                                     |                                                                             |
| 1c             | München – Kufstein – Innsbruck – Roma                                                                       |                                                                             |
| 2              | Wien – Bruck a.d. Mur – Villach – Tarvisio – Genova / – Roma                                                |                                                                             |
| 2a             | Wien – Bruck a.d. Mur – Graz – Spielfeld-Straß – … – Rijeka – Beograd … – Trieste – Split                   |                                                                             |
| 2b             | Wien / Graz – Selzthal – … – Linz … – Bischofshofen – Salzburg / – Innsbruck                                |                                                                             |
| 2d             | (Oslo, Warszawa) – Praha – Linz – Selzthal – Graz – Rijeka / – Split                                        |                                                                             |
| 3              | Wien – Gmünd – Praha                                                                                        |                                                                             |
| 4              | Wien – Břeclav – Praha – Berlin – København                                                                 |                                                                             |
| 6              | Wien – Břeclav – Warszawa / – Oslo                                                                          |                                                                             |
| 10             | Wien Franz-Josefs-Bhf – Absdorf-Hippersdorf – Gmünd NÖ                                                      |                                                                             |
| 10a            | Göpfritz – Raabs                                                                                            |                                                                             |
| 10b            | Schwarzenau – Slavonice                                                                                     |                                                                             |
| 10c            | Schwarzenau – Martinsberg-Gutenbrunn                                                                        |                                                                             |
| 10d            | Gmünd NÖ – Groß Gerungs                                                                                     |                                                                             |
| 10g            | Gmünd NÖ – Litschau / – Heidenreichstein                                                                    |                                                                             |
| 11             | Wien Franz-Josefs-Bhf – Tulln                                                                               |                                                                             |
| 11a            | Tulln / Krems a.d. Donau – St. Pölten                                                                       |                                                                             |
| 11d            | Hadersdorf am Kamp – Sigmundsherberg                                                                        |                                                                             |
| 11e            | Wien Franz-Josefs-Bhf – Tulln – Absdorf-Hippersdorf – Krems a.d. Donau – St. Valentin                       |                                                                             |
| 12             | Wien Nordwestbf – Stockerau – … – Retz – Šatov … Absdorf-Hippersdorf                                        | Nordwestbahn                                                                |
| 12c            | Korneuburg – Mistelbach                                                                                     | Lokalbahn Korneuburg–Hohenau                                                |
| 12d            | Laa an der Thaya – Sigmundsherberg                                                                          | Pulkautalbahn                                                               |
| 12e            | Laa an der Thaya – Wildendürnbach                                                                           | Bahnstrecke Novosedly–Zellerndorf                                           |
| 12g            | Retz – Drosendorf                                                                                           | Lokalbahn Retz–Drosendorf                                                   |
| 12h            | Wien – Stadlau – Laa an der Thaya                                                                           |                                                                             |
| 12k            | Enzersdorf bei Staatz – Dobermannsdorf                                                                      | Lokalbahn Enzersdorf bei Staatz–Poysdorf                                    |
| 12n            | Mistelbach Lokalbahn – Hohenau                                                                              | Lokalbahn Korneuburg–Hohenau                                                |
| 13             | Wien – Gänserndorf – Břeclav / – Marchegg                                                                   |                                                                             |
| 13b            | Drösing – Zistersdorf                                                                                       | Lokalbahn Drösing–Zistersdorf                                               |
| 13c            | Stammersdorf – Dobermannsdorf                                                                               | Stammersdorfer Lokalbahn                                                    |
| 13d            | Gänserndorf – Mistelbach Lokalbahn                                                                          | Lokalbahn Gänserndorf–Mistelbach                                            |
| 13g            | Wien Ostbf – Siebenbrunn-Leopolsdorf – Marchegg / – Engelhartstetten                                        | Marchegger Ostbahn, Lokalbahn Siebenbrunn–Engelhartstetten                  |
| 14             | Wien Ostbhf – Hegyeshalom                                                                                   |                                                                             |
| 14a            | Wien Hauptzollamt – Berg NÖ                                                                                 | Pressburger Bahn                                                            |
| 14c            | Bruck a.d. Leitha – Petronell-Carnuntum                                                                     |                                                                             |
| 14d            | Fischamend Reichsstraße – Götzendorf – Mannersdorf                                                          | Bahnstrecke Fischamend–Mannersdorf                                          |
| 14g            | Parndorf – Kittsee                                                                                          |                                                                             |
| 14h            | Parndorf – Sopron – Rattersdorf-Liebing – Kőszeg                                                            |                                                                             |
| 14k            | Neusiedl am See – Pamhagen                                                                                  |                                                                             |
| 15             | Wien Südbf – Mürzzuschlag – Bruck an der Mur – Graz – Spielfeld-Straß                                       |                                                                             |
| 15a            | Elektr Lokalbahn Payerbach – Windbrücke Raxbahn                                                             | Höllentalbahn                                                               |
| 16             | Wien Südbf – Wiener Neustadt                                                                                |                                                                             |
| 16d            | Leobersdorf / Wiener Neustadt – Gutenstein                                                                  |                                                                             |
| 16e            | Leobersdorf – Puchberg am Schneeberg                                                                        | Schneebergbahn                                                              |
| 16g            | Puchberg am Schneeberg – Hochschneeberg                                                                     | Schneebergbahn (Zahnradbahn)                                                |
| 17             | Wien Südbf / Gramatneusiedl – Pottendorf-Landegg – Wiener Neustadt                                          |                                                                             |
| 17b            | Ebenfurth – Wulkaprodersdorf – Sopron                                                                       |                                                                             |
| 17c            | Wiener Neustadt – Sopron                                                                                    |                                                                             |
| 17d            | Wien Hauptzollamt – Wiener Neustadt                                                                         | Aspangbahn                                                                  |
| 17e            | Felixdorf – Blumau-Neurißhof                                                                                |                                                                             |
| 17g            | Wien Oper – Baden                                                                                           | Badner Bahn                                                                 |
| 18             | Wiener Neustadt – Friedberg – Bierbaum – Neudau / – Fehring                                                 | Aspangbahn, Wechselbahn, Thermenbahn, Lokalbahn Bierbaum–Neudau             |
| 18a            | Friedberg – Oberwart – Oberschützen / – Rechnitz                                                            | Pinkatalbahn                                                                |
| 18b            | Graz – Fehring – Szentgotthárd                                                                              |                                                                             |
| 18c            | Feldbach – Bad Gleichenberg                                                                                 | Landesbahn Feldbach–Bad Gleichenberg                                        |
| 18d            | Gleisdorf – Weiz                                                                                            | Weizer Bahn                                                                 |
| 18e            | Weiz – Ratten                                                                                               | Feistritztalbahn (Schmalspurbahn)                                           |
| 19             | Mürzzuschlag – Neuberg                                                                                      | Lokalbahn Mürzzuschlag–Neuberg                                              |
| 19c            | Kapfenberg – Au-Seewiesen                                                                                   | Thörlerbahn (Schmalspurbahn)                                                |
| 19d            | Mixnitz-Bärenschützklamm – St. Erhard                                                                       | Lokalbahn Mixnitz–Sankt Erhard (Schmalspurbahn)                             |
| 19e            | Peggau-Deutschfeistritz – Übelbach                                                                          | Übelbacherbahn                                                              |
| 19g            | Graz – Lieboch – Köflach                                                                                    |                                                                             |
| 19h            | Graz – Lieboch – Wies-Eibiswald                                                                             |                                                                             |
| 19n            | Leibnitz – Pölfing-Brunn – Wies-Eibiswald                                                                   | Sulmtalbahn                                                                 |
| 19p            | Spielfeld-Straß – Bad Radkersburg                                                                           |                                                                             |
| 20             | (Wien –) Bruck an der Mur – Klagenfurt – Villach (– Tarvisio)                                               |                                                                             |
| 21             | Leoben – Vordernberg – Eisenerz – Hieflau                                                                   |                                                                             |
| 21a            | St. Michael – Selzthal (– Linz)                                                                             |                                                                             |
| 21b            | Zeltweg – Fohnsdorf                                                                                         | Fohnsdorfer Bahn                                                            |
| 21c            | Zeltweg – Wolfsberg – Dravograd Meža                                                                        | Lavanttalbahn                                                               |
| 21d            | Unzmarkt – Mauterndorf                                                                                      | Murtalbahn (Schmalspurbahn)                                                 |
| 21e            | Treibach-Althofen – Klein Glödnitz                                                                          | Gurktalbahn (Schmalspurbahn)                                                |
| 21g            | St. Veit a. d. Glan – Hüttenberg                                                                            | Görtschitztalbahn                                                           |
| 21h            | St. Veit a. d. Glan – Feldkirchen in Kärnten – Villach                                                      | Rudolfsbahn                                                                 |
| 21k            | Klagenfurt – Bleiburg                                                                                       |                                                                             |
| 21n            | Völkermarkt-Kühnsdorf – Eisenkappel                                                                         | Vellachtalbahn (Schmalspurbahn)                                             |
| 21p            | Klagenfurt – Rosenbach                                                                                      |                                                                             |
| 22             | Villach – Rosenbach – Jesenice                                                                              |                                                                             |
| 22a            | (Wien Westbf / Wien Südbf –) Villach – Rosenbach – Tarvisio                                                 |                                                                             |
| 22b            | Arnoldstein – Kötschach-Mauthen                                                                             |                                                                             |
| 23             | (Salzburg –) Schwarzach-St. Veit – Badgastein – Villach                                                     |                                                                             |
| 23a            | Spittal-Millstättersee – Lienz – San Candido/Innichen                                                       |                                                                             |
| 25             | Wien Westbf – Linz                                                                                          |                                                                             |
| 25a            | Wien Westbf – St. Pölten                                                                                    |                                                                             |
| 25b            | Hütteldorf-Hacking – Unter Purkersdorf                                                                      | Alle Züge nur 3. Klasse                                                     |
| 27a            | (Wien Südbf –) Leobersdorf – Hainfeld – St. Pölten (– Wien Westbf)                                          | Leobersdorfer Bahn                                                          |
| 27b            | Traisen – Freiland – Türnitz / – Kernhof                                                                    | Leobersdorfer Bahn                                                          |
| 27d            | St. Pölten – Gußwerk                                                                                        | Elektrisch betriebene Schmalspurbahn                                        |
| 27g            | Ober-Grafendorf – Wieselburg a. d. Erlauf – Gresten                                                         | Lokalbahn Ober-Grafendorf–Gresten                                           |
| 27k            | Waidhofen a. d. Ybbs – Gstadt – Ybbsitz / – Kienberg-Gaming                                                 | Ybbstalbahn, Schmalspurbahn                                                 |
| 28             | Amstetten – Selzthal – Bischofshofen                                                                        |                                                                             |
| 28a            | St. Valentin – Steyr – Klein Reifling                                                                       |                                                                             |
| 28b            | Garsten – Sierning und Klaus                                                                                | Steyrtalbahn, Schmalspurbahn                                                |
| 29             | Linz – Rohr – Bad Hall / – Selzthal                                                                         | Pyhrnbahn, Wels-Rohrer-Bahn                                                 |
| 29b            | Ebelsberg – St. Florian                                                                                     | Lokalbahn Ebelsberg–St. Florian, Elektrische Straßenbahn                    |
| 29c            | Linz – / St. Valentin – Gaisbach-Wartberg – Summerau                                                        | Summerauer Bahn, Bahnstrecke St. Valentin–České Budějovice                  |
| 29e            | Urfahr – Aigen-Schlägel                                                                                     | Mühlkreisbahn                                                               |
| 30             | (Wien Westbf –) Linz – Salzburg                                                                             |                                                                             |
| 31             | Linz Lokalbahn – Eferding – Niederspaching – Peuerbach / – Neumarkt-Kallham                                 |                                                                             |
| 31b            | Wels – Aschach a. d. Donau                                                                                  |                                                                             |
| 31c            | Wels – Sattledt – Grünau im Almtal / – Rohr                                                                 | Almtalbahn, Wels-Rohrer-Bahn                                                |
| 32             | Wels – Passau                                                                                               |                                                                             |
| 32a            | Attnang-Puchheim – Schärding – Passau                                                                       |                                                                             |
| 32b            | Neumarkt-Kallham – Braunau am Inn – Simbach                                                                 |                                                                             |
| 33             | Attnang-Puchheim – Bad Ischl – Bad Aussee – Stainach-Irdning                                                |                                                                             |
| 33a            | Salzburg – St. Wolfgang – Bad Ischl                                                                         | Salzkammergut-Lokalbahn, Schmalspurbahn                                     |
| 33b            | St. Lorenz – Mondsee                                                                                        | Salzkammergut-Lokalbahn, Schmalspurbahn                                     |
| 33c            | Schafbergbahn                                                                                               |                                                                             |
| 34             | Lambach – Gmunden Seebf                                                                                     | Lokalbahn Lambach–Gmunden                                                   |
| 34a            | Lambach – Vorchdorf-Eggenberg – Gmunden Traundorf                                                           | Vorchdorferbahn, Traunseebahn (Schmalspurbahn)                              |
| 34b            | Attnang-Puchheim – Vöcklabruck – Kammer-Schörfling                                                          |                                                                             |
| 34c            | Vöcklamarkt – Attersee                                                                                      | Attergaubahn, elektrisch betriebene Schmalspurbahn                          |
| 34d            | Lambach – Haag am Hausruck                                                                                  | Haager Lies                                                                 |
| 34e            | Steindorf bei Straßwalchen – Schneegattern und Braunau am Inn                                               | Mattigtalbahn                                                               |
| 35             | Lamprechtshausen – Salzburg – … – Parsch … – Hellbrunn – St. Leonhard-Gartenau (–Berchtesgaden – Königssee) | Bahnstrecke Salzburg–Lamprechtshausen, Bahnstrecke Salzburg–Hangender Stein |
| 40             | Salzburg – Bischofshofen – Zell am See – Wörgl – Innsbruck                                                  |                                                                             |
| 40a            | Zell am See – Krimml                                                                                        |                                                                             |
| 40b            | Jenbach – Mayrhofen                                                                                         |                                                                             |
| 40c            | Jenbach – Achensee                                                                                          |                                                                             |
| 40d            | Linie 4: Innsbruck – Solbad Hall                                                                            | Lokalbahn Innsbruck–Hall in Tirol                                           |
| 40e            | Linie 6: Innsbruck – Igls                                                                                   | Innsbrucker Mittelgebirgsbahn                                               |
| 40g            | Innsbruck – Fulpmes                                                                                         | Stubaitalbahn, elektrisch betriebene Schmalspurbahn                         |
| 41             | Kufstein – Innsbruck – Brennero/Brenner                                                                     |                                                                             |
| 43             | Innsbruck – Scharnitz – Griesen – Ehrwald Zugspitzbahn – Reutte in Tirol – Pfronten-Steinach                |                                                                             |
| 45             | Innsbruck – Feldkirch – Bregenz – Lindau                                                                    |                                                                             |
| 45a            | Bludenz – Schruns                                                                                           | Montafonerbahn                                                              |
| 45b            | Feldkirch – Buchs SG                                                                                        |                                                                             |
| 45c            | Bregenz – St. Margrethen                                                                                    |                                                                             |
| 45d            | Bregenz – Bezau                                                                                             | Bregenzerwaldbahn                                                           |

## Legende zu den Fahrplanbildern

### Infrastrukturbetreiber
Am Eisenbahn-Personenverkehr in Österreich sind folgende Infrastrukturbetreiber – in der Tabelle Spalte „IB“ – beteiligt:
- ASB = Achenseebahn AG
- GKB = Graz–Köflacher Bahn und Busbetrieb GmbH
- GySEV = Raaberbahn AG
- IVB = Innsbrucker Verkehrsbetriebe und Stubaitalbahn
- LILO = Linzer Lokalbahn AG
- MBS = Montafonerbahn AG
- NSB = Neusiedler Seebahn GmbH
- NÖVOG = Niederösterreichische Verkehrsorganisationsgesellschaft mbH
- ÖBB Infra = ÖBB-Infrastruktur AG
- SKGB = Salzkammergutbahn G.m.b.H.
- SLB = Salzburg AG
- St&H = Stern & Hafferl Verkehrsgesellschaft m.b.H.
- StLB = Steiermärkische Landesbahnen
- WLB = AG der Wiener Lokalbahnen
- ZB = Zillertaler Verkehrsbetriebe AG

### Eisenbahnverkehrsunternehmen
Der Eisenbahn-Personenverkehr wird in Österreich von folgenden Eisenbahnverkehrsunternehmen – in der Tabelle Spalte „EVU“ – besorgt:
- ASB = Achenseebahn AG
- CAT = City Air Terminal BetriebsgmbH
- DB Regio = DB Regio AG
- GKB = Graz–Köflacher Bahn und Busbetrieb GmbH
- GySEV = Raaberbahn AG
- IVB = Innsbrucker Verkehrsbetriebe und Stubaitalbahn
- MBS = Montafonerbahn AG
- NÖSBB = Niederösterreichische Schneebergbahn GmbH
- NÖVOG = Niederösterreichische Verkehrsorganisationsgesellschaft mbH
- ÖBB PV = ÖBB-Personenverkehrs AG
- SKGB = Salzkammergutbahn GmbH
- SLB = Salzburg AG
- St&H = Stern & Hafferl Verkehrsgesellschaft m.b.H.
- StLB = Steiermärkische Landesbahnen
- WL = Wiener Linien GmbH & Co KG
- WLB = Wiener Lokalbahnen AG
- WEST = WESTBahn Management GmbH
- ZB = Zillertaler Verkehrsbetriebe AG

## Auslandkursbuch
Die ÖBB haben zum Jahresende 2006 das letzte klassische Auslandkursbuch herausgegeben und mit der Fahrplanperiode 2007 durch eine Art Reisekatalog ersetzt. Seit 2009 existiert auch dieser nicht mehr.
In gegenständliche Tabelle wurden die Schreibweise der Bahnhöfe und Haltestellen, der Streckenverlauf und weitere Angaben so übernommen, wie diese im letzten Auslandkursbuch 2006 dargestellt sind.
| Fahrplan- bild | Strecke von – bis laut Kursbuch | Anmerkung                                               |
| -------------- | --- | ------------------------------------------------------- |
| A100           | Wien – Salzburg – Innsbruck – Buchs – Zürich – Basel                                                                                                  |                                                         |
| A101           | Bregenz – St. Margrethen – St. Gallen – Zürich |                                                         |
| A102           | Zürich – Olten – Bern – Genève |                                                         |
| A103           | Zürich – Biel/Bienne – Lausanne – Genève – Lyon |                                                         |
| A104           | Zürich – Zug – Luzern |                                                         |
| A105           | Zürich – Arth-Goldau – Bellinzona – … – Locarno … – Chiasso – Milano                                                                                  |                                                         |
| A110           | Feldkirch – Nendeln – Buchs SG | Bahnstrecke Feldkirch–Buchs                             |
| A111           | Feldkirch – Buchs – Sargans – Chur – St. Moritz |                                                         |
| B100           | Wien – Passau – Nürnberg – … – Stuttgart – Karlsruhe … – Frankfurt (M) – Köln – (Hagen –) Dortmund                                                    |                                                         |
| B110           | Wien – Passau – Würzburg – Kassel – Hannover – … – Bremen … – Hamburg – Kiel                                                                          |                                                         |
| B120           | Wien – Passau – Nürnberg / München – Augsburg – Nürnberg – Leipzig – Magdeburg / – Berlin                                                             |                                                         |
| B130           | Wien – Passau – Frankfurt (M) – Mannheim – Saarbrücken – Paris                                                                                        |                                                         |
| B131           | Wien – Passau – Frankfurt (M) – Koblenz – Trier |                                                         |
| B140           | Köln – Aachen – Liège G. – Bruxelles/Brüssel – … – Oostende … – London … – Paris                                                                      |                                                         |
| B145           | Köln – Emmerich – Utrecht – … – Gouda – Rotterdam … – Gouda – Den Haag … – Amsterdam                                                                  |                                                         |
| B200           | Wien – Salzburg – Rosenheim – München |                                                         |
| B210           | Salzburg – Freilassing – Berchtesgaden |                                                         |
| B211           | Salzburg – Freilassing – Mühldorf (Oberbay) – Regensburg                                                                                              |                                                         |
| B220           | Wien – München – Paris |                                                         |
| B225           | Paris – London | Eurostar, Reservierungspflichtig – Besonderer Fahrpreis |
| B230           | München – Mannheim – Köln – Dortmund – Münster – Hamburg                                                                                              |                                                         |
| B235           | München – Augsburg / Ingolstadt – Treuchtlingen – Nürnberg – Fulda – Göttlingen – Hamburg                                                             |                                                         |
| B240           | München – Ulm – Frankfurt (M) – Fulda – Göttlingen – Braunschweig – (Berlin-Wannsee –) Berlin                                                         |                                                         |
| B300           | Innsbruck – Kufstein – Rosenheim – München |                                                         |
| B410           | Innsbruck – Mittenwald – Garmisch-Partenkirchen – Pfronten-Steinach – Kempten (Allgäu)                                                                |                                                         |
| B411           | Mittenwald – Garmisch-Partenkirchen – Weilheim – Augsburg / München                                                                                   |                                                         |
| B500           | Bregenz – Lindau – Memmingen / Kempten (Allgäu) – Buchloe – Augsburg / München                                                                        |                                                         |
| B501           | Lindau – Friedrichshafen – … – Singen … – Ulm – Stuttgart                                                                                             |                                                         |
| C100           | Wien – Břeclav – Brno – Olomouc Wien – Břeclav – Brno – Česká Třebová – Kolin – Praha – … – Cheb … – Dresden – Berlin – Hamburg                       |                                                         |
| C110           | Wien – Hohenau – Břeclav – Přerov – Olomouc Wien – Hohenau – Břeclav – Přerov – Petrovice u. K. – Katowice – … – Krakow … – Warszawa – Brest – Moskva |                                                         |
| C200           | Wien Meidling – Wien Floridsdorf – Stockerau – Hollabrunn – Retz – Znojmo                                                                             |                                                         |
| C300           | Wien – Gmünd NÖ – České Velenice – České Budejovice – Veseli n. L. – Praha                                                                            |                                                         |
| C400           | Linz – Praha |                                                         |
| D100           | Wien – Marchegg – Bratislava Wien – Kittsee – Bratislava                                                                                              |                                                         |
| D110           | Wien – Marchegg / Kittsee – Bratislava – … – Nové Zamky – Budapest … – Zvolen – Košice                                                                |                                                         |
| E100           | Wien – Hegyeshalom – Budapest – Szolnok – Záhony – Kiev – Moskva                                                                                      |                                                         |
| E120           | Wien – Budapest – Curtici – Sighișoara – București – Sofija – Thessaloniki                                                                            |                                                         |
| E130           | Wien – Budapest – Beograd – Sofija – Thessaloniki |                                                         |
| E200           | Wien – Ebenfurth – Sopron – … – Szombathely – Pécs – … – Csorna – Budapest                                                                            |                                                         |
| E210           | Wiener Neustadt – Mattersburg – Sopron – … – Budapest … – Szombathely – Zalaegerszeg                                                                  |                                                         |
| F100           | Wien – Graz – Spielfeld-Straß – Zidani Most – … – Zagreb Gl. kol. – Split … – Ljubljana – Rijeka                                                      |                                                         |
| F110           | Bleiburg – Prevalje – Dravograd – Maribor | Drautalbahn                                             |
| F200           | Salzburg – Jesenice – Ljubljana – … – Zagreb – Beograd … – Rijeka                                                                                     |                                                         |
| G100           | Wien – Villach – Tarvisio – Udine – (Monfalcone – Cervignano-Aquileia-Grado –) Venezia Mestre – Venezia Santa Lucia                                   |                                                         |
| G200           | Wien – Bologna – Firenze – Roma |                                                         |
| G210           | Roma – Napoli – Messina – Siracusa / Palermo |                                                         |
| G300           | Innsbruck – Brennero/Brenner – Bolzano/Bozen – Verona – Bologna – Roma                                                                                |                                                         |
| G310           | Bolzano/Bozen – Merano/Meran | Bahnstrecke Bozen–Meran                                 |
| G311           | Merano/Meran – Malles/Mals | Vinschgaubahn                                           |
| G320           | Wien – Klagenfurt – Villach – Spittal-Millstättersee – Lienz – San Candido/Innichen – Fortezza/Franzensfeste                                          | Drautalbahn                                             |